# Episodi di Angel (quinta stagione)
La quinta e ultima stagione della serie televisiva Angel, composta da 22 episodi, è andata in onda negli Stati Uniti sul canale The WB dal 1º ottobre 2003 al 19 maggio 2004.
In Italia è stata trasmessa sul canale satellitare Fox dal 6 luglio 2007 al 14 settembre 2007.
Gli antagonisti principali sono Sebassis, Cyvus Vail, Lindsey McDonald e Marcus Hamilton.
| nº | Titolo originale                    | Titolo italiano                  | Prima TV USA     | Prima TV Italia   |
| -- | ----------------------------------- | -------------------------------- | ---------------- | ----------------- |
| 1  | Conviction                          | Convinzione                      | 1º ottobre 2003  | 6 luglio 2007     |
| 2  | Just Rewards                        | Solo ricompense                  | 8 ottobre 2003   | 6 luglio 2007     |
| 3  | Unleashed                           | Liberata                         | 15 ottobre 2003  | 13 luglio 2007    |
| 4  | Hell Bound                          | I confini dell'Inferno           | 22 ottobre 2003  | 13 luglio 2007    |
| 5  | Life of the Party                   | Lo spirito della festa           | 29 ottobre 2003  | 20 luglio 2007    |
| 6  | The Cautionary Tale of Numero Cinco | La triste storia di Numero Cinco | 5 novembre 2003  | 20 luglio 2007    |
| 7  | Lineage                             | Legami di sangue                 | 12 novembre 2003 | 27 luglio 2007    |
| 8  | Destiny                             | Destino                          | 19 novembre 2003 | 27 luglio 2007    |
| 9  | Harm's Way                          | La vita secondo Harmony          | 14 gennaio 2004  | 3 agosto 2007     |
| 10 | Soul Purpose                        | Lo scopo di un'anima             | 21 gennaio 2004  | 3 agosto 2007     |
| 11 | Damage                              | Il danno                         | 28 gennaio 2004  | 10 agosto 2007    |
| 12 | You're Welcome                      | Bentornata                       | 4 febbraio 2004  | 10 agosto 2007    |
| 13 | Why We Fight                        | Perché lottiamo                  | 11 febbraio 2004 | 17 agosto 2007    |
| 14 | Smile Time                          | L'ora del sorriso                | 18 febbraio 2004 | 17 agosto 2007    |
| 15 | A Hole in the World                 | Un buco nel mondo                | 25 febbraio 2004 | 24 agosto 2007    |
| 16 | Shells                              | Il guscio                        | 3 marzo 2004     | 24 agosto 2007    |
| 17 | Underneath                          | Sotto la superficie              | 14 aprile 2004   | 31 agosto 2007    |
| 18 | Origin                              | Origine                          | 21 aprile 2004   | 31 agosto 2007    |
| 19 | Time Bomb                           | Bomba ad orologeria              | 28 aprile 2004   | 7 settembre 2007  |
| 20 | The Girl in Question                | La ragazza in questione          | 5 maggio 2004    | 7 settembre 2007  |
| 21 | Power Play                          | Giochi di potere                 | 12 maggio 2004   | 14 settembre 2007 |
| 22 | Not Fade Away                       | Non svaniremo                    | 19 maggio 2004   | 14 settembre 2007 |

## Convinzione
- Titolo originale: Conviction
- Diretto da: Joss Whedon
- Scritto da: Joss Whedon

### Trama
Angel ora dirige la Wolfram & Hart aiutato da Wesley, Gunn, Fred e Lorne, infatti era l'accordo per alterare la realtà in modo da offrire a Connor una vita migliore, Angel conosce Eve, giovane ragazza che da ora sarà il canale di comunicazione tra Angel e i Soci Anziani, lei spiega al vampiro che la Wolfram & Hart vanta sedi in varie città e piani dimensionali, Angel dovrà dirigere la filiale di Los Angeles.

Il cast della quinta stagione di Angel

Questo è un incarico che Angel svolge malvolentieri essendo i clienti dello studio (la maggioranza) persone crudeli e immorali. Cordelia è ancora in coma, infatti non si è risvegliata, Wesley intanto assume Harmony come segretaria di Angel. Quest'ultimo riceve per posta una busta ma preferisce ignorarla.
Angel e la sua squadra prendono in mano il caso del loro cliente Corbin Fries, è a capo di un gruppo criminale e sta per essere condannato per favoreggiamento alla prostituzione, contrabbando di droga e traffico di armi, il procuratore distrettuale si è pure rivolto a uno sciamano per far sì che la giuria non venga corrotta, la Wolfram & Hart dovrà difenderlo usando mezzi nei limiti della legge. Corbin minaccia Angel promettendogli che se verrà arrestato sterminerà tutta la popolazione della California, il vampiro cerca di capire a cosa si stesse riferendo, facendo delle ricerche scopre che Corbin era in affari con uno stregone di nome Spanky, va a trovarlo a casa e con le maniere forti lo costringe ad ammettere che ha trasformato Matthew (il figlio di Corbin) in un contenitore mistico, al comando vocale di Corbin rilascerà un batterio letale, Fred e Knox scoprono che è stata proprio la Wolfram & Hart a creare quest'arma batteriologica.
Gunn prende appuntamento in uno dei laboratori della Wolfram & Hart, lo scienziato che lo dirige, Sparrow, si prepara per sottoporlo a uno strano trattamento. Hauser, capo della squadra tattica della Wolfram & Hart, decide di uccidere il piccolo Matthew per evitare che il batterio si diffonda, quindi lui e i suoi uomini vanno nella scuola elementare dove lui studia, ma non trovano nessuno, c'è solo Angel che con l'elicottero aziendale li ha battuti sul tempo facendo evacuare la zona. Lorne e Wesley assistono al processo di Corbin, nel peggiore dei casi Wesley, armato di pistola, lo ucciderà pur di evitare che lui pronunci la parola d'ordine. Desmond Keel, l'avvocato che segue Corbin, non riesce a trovare elementi per aiutare il cliente, proprio quando la condanna sta per essere emessa sopraggiunge Gunn, il quale nelle vesti di avvocato, ottiene l'annullamento del processo quando scopre che il giudice aveva investito in una società che fa parte di un consorzio di cui è membro anche Corbin, ciò infatti genera un conflitto di interesse.
Angel sconfigge Hauser e i suoi uomini, quest'ultimo afferma che la vera forza di coloro che lavorano per la Wolfram & Hart è la consapevolezza che deriva dal fatto che male è qualcosa in cui credono con devozione, un potere che Angel i suoi amici non possiedono. Angel uccide Hauser facendo sì che quest'ultimo si spari da solo con proprio fucile, Corbin non verrà processato ma da ora le autorità lo terranno d'occhio e quindi dovrà sospendere le sue attività criminali, inoltre la Wolfram & Hart avrà il tempo di sciogliere l'incantesimo fatto a Matthew.
Gunn rivela ai suoi amici che quando era entrato nella Camera Bianca aveva capito quale fossero i progetti che la Wolfram & Hart avevano per lui, si è sottoposto a un trattamento per potenziare le proprie doti cerebrali, ora possiede ogni nozione di legge potendo esercitare con una laurea falsa. Angel, dopo quanto accaduto, comprende che la Wolfram & Hart ha grandi risorse, possono usarle a loro vantaggio, inoltre lavorare a stretto contatto con i Soci Anziani gli permetterà di capire cosa realmente vogliono da lui. Angel apre la busta che prima aveva ricevuto per posta e vede che dentro c'è l'amuleto che Angel aveva consegnato a Buffy dal quale si materializza Spike.
- Guest star: Rodney Rowland (Corbin Fries), James Marsters (Spike)
- Altri interpreti: Sarah Thompson (Eve), Mercedes McNab (Harmony), Jonathan Woodward (Knox), Dane Northcutt (Hauser), Jaqueline Hahn (giudice).

## Solo ricompense
- Titolo originale: Just Rewards
- Diretto da: James A. Contner
- Scritto da: David Fury e Ben Edlund

### Trama
Spike si separa da Buffy sacrificando la propria vita polverizzando il proprio corpo, usando il potere dell'amuleto in modo da chiudere la Bocca dell'Inferno, e ritornando poi al punto in cui si era conclusa la puntata precedente, con Spike che, sempre per merito dell'amuleto, riappare nell'ufficio di Angel. A quel punto, vedendo il suo vecchio rivale, Spike lo attacca ma scopre di essere intangibile, infatti non è tornato in vita, ma è semplicemente riapparso come spettro.
Wesley rivela a Fred che Spike un tempo era soprannominato "William il Sanguinario" e dopo Angel era ritenuto il vampiro più spietato ricordato dalla storia. Tutti rimangono sorpresi quando scoprono che Spike ha salvato il mondo chiudendo la Bocca dell'Inferno e che, proprio come Angel, anche lui è un vampiro con un'anima. Fred e Wesley scoprono che Spike emana calore, oltre al fatto che in lui non c'è traccia di ectoplasma e ciò significa che non è un fantasma, ma solo un'essenza che ormai è legata all'amuleto. Per qualche strano motivo, Spike in alcuni momenti scompare, per poi riapparire improvvisamente. Spike conosce la brutta reputazione della Wolfram & Hart e infatti rimane piuttosto sorpreso quando scopre che è Angel a dirigerla.
Angel è confuso; all'inizio, la Wolfram & Hart aveva affidato a lui l'amuleto, con l'evidente scopo che fosse proprio lui a usarlo. Non era previsto che sarebbe stato Spike a usare l'amuleto, di conseguenza, se a usufruirne fosse stato Angel, ora sarebbe uno spettro e ciò rende illogico che i Soci Anziani gli abbiano proposto di dirigere lo studio legale, se era nelle loro intenzioni lasciarlo morire per colpa dell'amuleto. Wesley ipotizza che probabilmente i Soci Anziani non c'entrano nulla con quello che è accaduto a Spike; forse è qualcun altro a manipolare la situazione.
Angel decide di chiudere la divisione della Wolfram & Hart che si occupa di trafugare le tombe. Ciò fa irritare Magnus Hainsley, un negromante loro cliente, che si riforniva di cadaveri dallo studio legale. Magnus arriva a uccidere Novac, uno degli avvocati di Angel, in modo da provocarlo. Propone un'offerta a Spike: trasferirà la sua essenza nel corpo di Angel, così potrà essere lui a manovrarlo. Wesley scopre che, distruggendo l'amuleto in un cimitero sito in una terra consacrata, il legame con Spike verrà sciolto e lui sarà libero di riposare in pace. Spike dà il proprio consenso, sapendo che in questo stato è inutile e il suo orgoglio non può accettarlo.
Angel, visibilmente dispiaciuto, porta l'amuleto in un cimitero, ma cade in una trappola. Magnus lo cattura e assorbe l'essenza di Spike, in modo da poterla trasferire nel corpo di Angel, ma poi scopre che Spike non ha fatto altro che ingannarlo; infatti, mentre è dentro il corpo di Magnus, riesce a controllarlo e a renderlo inoffensivo, dando ad Angel la possibilità di uccidere lo stregone. 
Spike chiede aiuto a Fred: le confessa che, quando scompare per breve tempo, la sua essenza finisce in un luogo oscuro e spaventoso. È sicuro che l'Inferno lo reclami, teme che prima o poi non riuscirà più a sfuggirgli e ciò lo terrorizza.
- Altri interpreti: James Marsters (Spike), Mercedes McNab (Harmony), Josh Hutchinson (Novak), Victor Raider-Wexler (Magnus Hainsley)

## Liberata
- Titolo originale: Unleashed
- Diretto da: Marita Grabiak
- Scritto da: Elizabeth Craft e Sarah Fain

### Trama
Angel in piena notte fa un picnic con i suoi amici, ma in realtà è solo un pretesto per allontanarsi dalla Wolfram & Hart e discutere della situazione, per cominciare il vampiro così come Fred e Wesley ammette che nei confronti di Gunn ha delle perplessità sul trattamento che ha subito per incrementare le sue facoltà cerebrali, inoltre Wesley ha delle riserve sul fatto che Fred e Knox stanno diventando amici, ma soprattutto non sanno come gestire la presenza di Spike. Proprio lì nelle vicinanze Angel sente che una ragazza urla spaventata, si chiama Nina Ash e sta scappando da un licantropo, Angel lo uccide con una penna ma Nina fugge.
Angel sente l'odore del sangue Nina sul cadavere del licantropo, capisce quindi che deve averla ferita, quindi Nina è stata contaminata, anche lei ora è a propria insaputa un licantropo, sono previste due notti di luna piena e dunque lei si trasformerà. Facendo delle indagini sul licantropo ucciso da Angel scoprono che si chiamava McManus, era diventato un solitario tanto che aveva ucciso molta gente, esaminano il suo corpo Evan Royce, criptozoologo della Wolfram & Hart, afferma che apparteneva alla razza lycanthropus exterus, si distingue dagli altri licantropi per essere un bipede
Spike è spaventato, accusando Fred di non prestare abbastanza attenzione al suo problema, ha chiesto il suo aiuto perché, per orgoglio, non vuole farsi aiutare da Wesley e Angel. Gunn rintraccia l'auto di Nina dalle videocamere stradali, la ragazza vive con la sorella e la nipotina, durante la notte si trasforma in un lupo ma Angel e Wesley la catturano sedandola e la portano alla Wolfram & Hart, il giorno dopo la ragazza torna umana, dato che è completamente nuda le vengono offerti dei vestiti. Nina è confusa da quello che sta succedendo, Angel è costretto a spiegarle che lei ora è un lupo mannaro, lei non può essere curata ma può imparare a convivere con questa sua nuova natura.
Fred riaccompagna a casa Nina con le guardie di sicurezza della Wolfram & Hart ma vengono messi fuori combattimento e poi Nina viene rapita. Angel e i suoi amici capiscono subito che è stato qualcuno dall'interno che ha fatto in modo che Nina venisse rapita, Lorne fa cantare tutti i dipendenti sperando di scoprire la verità ma non percepisce nulla che lo faccia insospettire. Fred vede Spike che si sta lentamente dissolvendo, quest'ultimo cammina tra gli uffici e Fred prova a chiamarlo ma lui non riesce nemmeno a sentirla, ormai si sta allontanando sempre di più dalla realtà che lo circonda, Fred prova a seguirlo finendo nell'ufficio di Royce e per puro caso, nel cestino della spazzatura, trova della calendula che infatti se assunta impedisce a un empatico di percepire i suoi sentimenti, ecco perché Lorne non ha avvertito niente quando Royce aveva cantato per lui.
Fred tramortisce Royce, poi lei aiutata da Gunn e Wesley guarda nell'ufficio dell'uomo e scopre che c'è un invito, una degustazione presieduta da un uomo di nome Crane dove gli invitati mangiano carne di licantropo, è per procurare un licantropo a Crane che Royce ha fatto rapire Nina. Se un licantropo muore il suo corpo torna permanentemente umano, quindi Wesley ipotizza che Nina non è ancora morta dato che alla degustazione vogliono mangiarla nella sua forma animale, dunque la mangeranno viva. Quest'ultima viene spogliata e poi viene servita come pietanza agli invitati in attesa che si trasformi, Royce è costretto a portare Angel, Gunn e Wesley alla degustazione, affrontano le guardie di sicurezza di Crane; Angel libera Nina, la quale però si trasforma in lupo e uccide uno degli invitati. Wesley le spara un tranquillante, ma prima di addormentarsi il licantropo morde Royce contaminandolo. Angel raggiunge un compromesso con Crane: lascerà in pace Nina ma in compenso potrà offrire Royce in pasto alla prossima degustazione quando quest'ultimo tra un mese diventerà un licantropo dato che Nina, avendolo morso, ha contaminato l'uomo, Crane accetta e lo sequestra.
Angel riaccompagna Nina a casa dalla famiglia, lei prova rimorso per l'uomo che ha ucciso ma Angel le spiega che, finché sarà circondata dall'affetto delle persone che la amano, il mostro che è in lei non riuscirà mai a sopraffarla. Angel dopo quando accaduto, trascorre nel proprio alloggio una serata in allegria con i suoi amici.

## I confini dell'Inferno
- Titolo originale: Hell Bound
- Diretto da: Steven S. DeKnight
- Scritto da: Steven S. DeKnight

### Trama
Angel e Eve sono costretti a rimproverare Fred che ha speso ben oltre il budget di investimento destinato al suo dipartimento, lei infatti ammette che si sta prodigando per restituire a Spike una consistenza corporea. Angel non ritiene necessario investire tante energie in Spike, ma Fred gli fa notare che Spike è un eroe, e potrebbe unirsi al loro gruppo. Fred rivela a Spike della profezia Shanshu secondo cui Angel tornerà umano quando avrà adempiuto al suo glorioso destinato, tuttavia Angel confessa a Spike che da tempo ha smesso di covare speranze su quella profezia, la realtà dei fatti è che lui e Spike hanno salvato il mondo ma in cambio non hanno ricevuto niente, Spike infatti è diventato uno spettro mentre Angel dirige uno studio legale corrotto.
Spike viene attirato in un luogo oscuro, vede fantasmi che gli altri non riescono a percepire, uno di loro lo graffia sul volto e lo mette in guardia perché qualcuno chiamato Il Mietitore verrà a prenderlo. Spike ormai è diventato invisibile a tutti, Eve fa convocare la medium Claire la quale tenta di entrare in contatto con Spike, ma percepisce una strana presenza, quella che lei chiama l'Anima Oscura che poi la uccide facendole vomitare del sangue. Wesley intuisce che la Wolfram & Hart è infestata da una presenza malvagia.
Mentre Fred si fa la doccia, legge sulla condensa nel vetro la parola "Mietitore" (Reaper) è stato Spike a lasciarle questo messaggio, quest'ultimo ha capito che il Mietitore ha ucciso Claire per evitare che quest'ultima scoprisse qualcosa. Fred e Angel cercano riferimenti sul Mietitore e sull'Anima Oscura scoprendo che c'era una persona che in passato aveva entrambi questi epiteti, Matthias Pavayne, un aristocratico europeo che esercitava medicina, Wesley scopre che c'è un file su di lui dal quale emerge che praticava la magia oscura, nel XVIII secolo fuggì in California ma i seguaci dei Soci Anziani lo uccisero e quando fondarono la filiale di Los Angeles della Wolfram & Hart usarono il sangue di Pavayne per consacrare l'edificio.
Pavayne infesta lo studio legale, è lui che vuole reclamare l'essenza di Spike, i fantasmi che lui ha visto erano i dipendenti della Wolfram & Hart che sono morti, Pavayne ha preso possesso delle loro anime. Fred progetta una macchina che riporterà in vita Spike, ma per alimentarla serve un'enorme energia oscura, quindi Gunn e Angel vanno nella Camera Bianca dove la pantera nera cede parte della sua energia in modo da azionare la macchina. Spike affronta Pavayne avendo imparato a usare meglio i suoi poteri di spettro, ma Pavayne lo sconfigge, poi cerca di uccidere Fred quando lei aziona la macchina, tuttavia Spike per salvarla getta Pavayve nella macchina e lui ritorna in vita.
La macchina viene distrutta, ripararla è impossibile, Fred è dispiaciuta perché non è riuscita a salvare Spike, ma lui non è arrabbiato e non pretende che Fred tenti di riportarlo in vita, non vuole diventare come Pavayne che per troppo tempo ha ingannato la morte, se Spike finirà all'Inferno è pronto ad affrontare questo destino, in ogni caso ora può interagire più facilmente con la materia solida. Dopo quello che è successo Fred non ha più dubbi sul fatto che Spike è una persona di animo nobile. Angel e Eve rinchiudono Pavayne in una piccola cella dove lui non potrà più avere potere o interagire con gli altri, per lui sarà una pena paragonabile all'Inferno.

## Lo spirito della festa
- Titolo originale: Life of the Party
- Diretto da: Bill Norton
- Scritto da: Ben Edlund

### Trama
Lorne vuole organizzare la festa di Halloween dello studio, da sempre la festa preferita alla Wolfram & Hart, e ci tiene che tutti i suoi amici vi partecipino. Lorne convincere Angel ad accompagnarlo nella tenuta dell'Arciduca Sebassis, egli è molto rispettato tra le schiere demoniache e dalla Wolfram & Hart, il vampiro deve convincerlo a partecipare alla festa perché la presenza di Sebessis garantirà anche la partecipazione di altri invitati, con Angel come direttore dello studio molti, tra i clienti e gli impiegati, hanno paura di lui ma con Sebassis alla festa ci sarà più gente.
Angel convince Sebassis a presenziare alla festa di Halloween dello studio anche se vi parteciperà accompagnato dalla propria scorta. Durante la festa tutti iniziano a comportarsi in maniera strana, infatti senza rendersene conto tutti fanno esattamente quello che Lorne dice: Spike diventa ottimista e amichevole, Gunn inizia a soffrire di incontinenza urinaria, Angel fa sesso con Eve mentre Wesley e Fred si ubriacano pur non avendo nemmeno bevuto alcolici. Wesley e Gunn intuiscono che Lorne è la causa di tutto ciò, infatti Lorne confessa che da un mese non dorme perché si è sottoposto a una procedura in modo da ottimizzare il suo tempo lavorando per la Wolfram & Hart, ciò può aver alterato in qualche modo i poteri del demone.
Artode, la guardia del corpo di Sebassis, viene trovato morto nel bagno, è stato assassinato, intanto Fred e Wesley vanno nel laboratorio e trovano la capsula dove il sonno di Lorne è contenuto, Wesley ipotizza che, dato che il potere di Lorne è quello dell'empatia potendo prevedere il futuro delle persone, non potendo dormire ha invece acquisito il potere della persuasione. Sebassis, credendo che sia stato Angel a uccidere Artode, decide di giustiziarlo davanti a tutti, ma poi il demone Devlin (un altro degli invitati alla festa) viene trovato anch'egli morto. L'assassino di Artode e Devlin fa la sua comparsa, si rivela essere una versione di Lorne più grande e aggressiva, tenta di uccidere Sebassis ma Angel lo porta in salvo, Angel affronta il mostro che però lo sconfigge avendo una forza inarrestabile. Interviene Fred che carica la capsula contenente il sonno di Lorne in una pistola, poi la punta contro quest'ultimo e preme il grilletto, Lorne ritorna a dormire infatti Fred gli ha restituito il suo sonno e il mostro scompare.
La festa è stata tuttavia un successo, gli invitati si sono divertiti, Sebassis in verità non è nemmeno arrabbiato con Angel, il vampiro permette a Lorne di dormire sul divano del suo ufficio. Wesley ha capito che quel mostro era la personificazione dello stress di Lorne che, approfittando del fatto che egli non dormiva, si è fatto strada nel mondo reale. Angel sente Lorne parlare nel sonno scoprendo che per l'amico è stato difficile lasciare Pylea e che aveva sofferto quando abbandonò la propria casa, quello che è accaduto a Lorne mette in allarme Angel, lui e i suoi amici devono stare attenti perché la Wolfram & Hart cercherà di cambiarli e devono fare in modo che ciò non avvenga.

## La triste storia di Numero Cinco
- Titolo originale: The Cautionary Tale of Numero Cinco
- Diretto da: Jeffrey Bell
- Scritto da: Jeffrey Bell

### Trama
Angel è un po' insoddisfatto, benché lui e Gunn tramite l'autorità burocratica della Wolfram & Hart hanno limitato enormemente il potere della criminalità demoniaca, cosa di cui Gunn è soddisfatto dato che stanno facendo più cose buone e costruttive in confronto a quando lavoravano alla Angel Investigations, il vampiro ormai non si sente più un eroe, inoltre gli manca combattere in prima persona. Wesley lo accontenta proponendogli un caso che richiede un intervento diretto, un mostro ha ucciso quattro persone strappandogli il cuore, sentendo questo discorso Numero Cingo (l'addetto allo smistamento postale) si innervosisce arrivando anche ad aggredire Angel.
Vista la pericolosità del mostro, Angel va a dargli la caccia insieme a Spike, Gunn e Wesley, e quando lo trovano lo affrontano ma non riescono a sconfiggerlo e il demone scappa. Spike, incuriosito dalla Profezia Shanshu domanda a Wesley di cosa tratta, lui si limita a dirgli che in un'imprecisata battaglia apocalittica un vampiro con un'anima rivestirà un ruolo cruciale e che sarà premiato tornando umano. Spike fa tenere presente a Wesley che la profezia non si riferisce propriamente a Angel dal momento che anche Spike è un vampiro con un'anima oltre al fatto che ora è un campione avendo chiuso la Bocca dell'Inferno, tuttavia Wesley gli fa notare che ora lui è uno spettro, è impossibile che possa essere Spike il predestinato, quest'ultimo però rivela a Wesley che Angel da tempo ha perso fede verso la Profezia Shanshu.
Wesley fa delle ricerche sul mostro e scopre che si tratta di Tezcatcatl, un demone azteco, già 50 prima apparve e venne sconfitto da cinque fratelli, erano i campioni dell'epica, solo uno di loro sopravvisse alla battaglia, e si rivela essere Numero Cingo. Angel va a trovarlo a casa sua e Numero Cingo gli rivela che lui e i suoi fratelli erano i migliori luchadores esistenti, gli Hermanos Numeros, combattevano non solo sul ring ma anche contro i vampiri, i demoni e la criminalità organizzata, ma quando lui rimase solo dopo che Tezcatcatl gli uccise i fratelli, Numero Cingo si è trasformato in un uomo disilluso perdendo il desiderio di combattere, accettò dunque di lavorare per la Wolfram & Hart ai tempi in cui era Holland Manners a dirigere lo studio, mentre le gesta dei suoi fratelli sono state dimenticate, nessuno porta più loro il dovuto rispetto.
Gunn nota che le vittime di Tezcatcatl hanno una cosa in comune, erano tutte persone che avevano compiuto gesta eroiche, il demone strappa il cuore agli eroi prendendoli di mira, i loro cuori gli servono come fonte di sostentamento. Tezcatcatl attacca Angel e lo sconfigge, ma preferisce non strappargli il cuore, dunque fugge, anche se Angel è un eroe egli è un vampiro, il suo è un cuore inattivo e non poteva servirgli. Wesley è preoccupato per Angel, lui ormai combatte il male solo istintivamente, non ci mette passione, e il fatto che abbia perso la speranza che un giorno tornerà umano non credendo più alla Profezia Shanshu è segno che non vuole più ambire a un futuro migliore per sé; Wesley mette in guardia l'amico, continuando per questa strada finirà per diventare come Numero Cingo.
Spike suggerisce di uccidere Tezcatcatl colpendolo al cuore, dato che se ne ciba probabilmente è pure il suo punto debole, Gunn intanto scopre che il demone cerca un talismano che gli conferirebbe il poter del Dio del Sole, infatti Tezcatcatl venne ucciso il Giorno dei morti ma fece un patto con uno sciamano affinché tornasse in vita ogni 50 anni in cadenza della ricorrenza festiva. Angel ricorda di aver visto il talismano a casa di Numero Cingo, infatti viene custodito di generazione in generazione da un eroe, intanto Numero Cingo va a visitare la tomba dei suoi fratelli, viene raggiunto prima da Angel e poi da Tezcatcatl, quest'ultimo vuole il talismano ma Numero Cingo lo provoca affermando di averlo ingoiato.
Angel affronta Tezcatcatl avendo la peggio, vedendolo in difficoltà Numero Cingo interviene e combatte il demone ma Tezcatcatl lo ferisce con la sua spada. I fratelli di Numero Cingo riemergono dalle loro tombe e bloccano Tezcatcatl permettendo a Angel di ucciderlo trafiggendogli il cuore con uno spuntone di metallo. Numero Cingo rivela a Angel di non aver ingoiato il talismano, lo aveva solo nascosto nel termos che aveva riposto sulla tomba, ormai Numero Cingo non è più un eroe, cosa confermata dal fatto che Tezcatcatl non ha voluto il suo cuore, tuttavia Angel è della convinzione che è stata la nobiltà d'animo di Numero Cingo e invocare i suoi fratello che sono intervenuti, infine muore e i suoi fratelli lo portano con loro nel mondo dei morti scomparendo sotto lo sguardo di Angel.

## Legami di sangue
- Titolo originale: Lineage
- Diretto da: Jefferson Kibbee
- Scritto da: Drew Goddard

### Trama
Wesley e Fred vanno a un appuntamento con Emil, un trafficante d'armi il quale è accompagnato dalle sue guardie del corpo, Dante e Philip. Compare un guerriero che uccide Dante e, a quel punto, Philip spara a Fred ferendola alla spalla perché crede che sia stata opera di una trappola architettata da Wesley. Quest'ultimo spara a Philip e lo uccide, poi il guerriero con una catena spezza il collo a Emil. Interviene Angel che uccide il guerriero, scoprendo che è un essere in parte umano e in parte robot.
La ferita di Fred non è grave, guarirà presto, ma Angel si arrabbia con Wesley per averla coinvolta in una missione così pericolosa. Eve ha capito che Angel non si fida di Wesley non avendogli mai perdonato di aver rapito Connor per darlo a Holtz, benché Wesley non ne abbia memoria per via della realtà alterata. Eve, tuttavia, gli fa notare che Wesley portandogli via il figlio ha dato vita alla serie di eventi che ha portato Connor ad avere una vita migliore.
Wesley riceve l'inaspettata visita di suo padre, Roger Wyndam-Pryce, un membro del Consiglio degli Osservatori. La sua presenza crea in Wesley un senso di disagio, perché non è mai stato capace di rendere suo padre orgoglioso di lui. Il Consiglio degli Osservatori, dopo essere stato distrutto, è attualmente in fase di riassetto e Roger vuole dare a Wesley l'opportunità di essere reintegrato, anche perché suo figlio ha gettato un'onta sul nome della famiglia quando venne cacciato dal Consiglio.
Wesley rifiuta l'offerta e ciò spinge Roger a rinfacciargli la propria delusione. Odia il fatto che Wesley lavori alla Wolfram & Hart, la cui brutta fama è nota anche agli Osservatori, benché Angel e Wesley tentino di convincerlo che si stanno prodigando per cambiare in meglio la Wolfram & Hart. Wesley mostra al padre il laboratorio di Fred, dove viene fatta un'autopsia al guerriero robot ucciso da Angel, ma, senza volerlo, attiva una bomba all'interno del corpo del robot che fortunatamente Roger riesce a disinnescare. Angel scopre che ci sono altri guerrieri robot simili a quello che lui ha ucciso, i quali lavorano per un'organizzazione che elimina i gruppi demoniaci più pericolosi. Evidentemente operano per un'agenzia che lotta per il bene.
Mentre Eve è tutta sola, viene raggiunta da Spike. Quest'ultimo si è accorto che lei lo scruta di continuo e ha capito che è coinvolta col fatto che è intrappolato nel mondo dei vivi come spettro. Il medaglione che lui ha usato per chiudere la Bocca dell'Inferno e che ha fatto di Spike un fantasma, in principio era stato dato ad Angel; quindi, era lui che usandolo sarebbe dovuto diventare uno spettro, se Spike non fosse intervenuto. Ciò lo porta a dedurre che tutto sia opera di un piano di Eve per danneggiare Angel, e Spike ha rappresentato un'incognita che lei non aveva previsto. Eve non conferma e non smentisce, si limita ad accusarlo di peccare di ingenuità perché lui crede davvero che il medaglione fosse destinato ad Angel fin dall'inizio; lascia così supporre che in realtà aveva già messo in conto che sarebbe stato Spike a usare il medaglione, e che fosse fin dall'inizio coinvolto in un piano sconosciuto.
Altri guerrieri robot attaccano la Wolfram & Hart. Wesley ne sconfigge uno infilzandolo con una spada, mentre Angel, Gunn, Spike e Roger sconfiggono gli altri. Quest'ultimo però, con l'inganno, porta Angel sul tetto e usa contro di lui un oggetto magico che era custodito alla Wolfram & Hart. Si tratta del Bastone di Devosynn, di cui è entrato in possesso dopo aver tramortito Wesley. L'oggetto ha il potere di dominare Angel: ciò che vuole è trasformare il vampiro in uno strumento da manovrare a suo piacimento. Un elicottero sta per prelevarli, ma intervengono Fred e Wesley. Quest'ultimo toglie di mano al padre il Bastone di Devosynn, poi lui e Roger si puntano contro le pistole; Wesley ha capito che Roger aveva orchestrato tutto fin dall'inizio: c'era una pistola nascosta dentro il corpo del guerriero robot che all'inizio Angel aveva ucciso, pistola che Roger aveva recuperato dal cadavere quando avevano fatto l'autopsia in laboratorio.
Roger gli intima di non intralciarlo, ma Wesley si rifiuta di lasciare Angel nelle mani di suo padre. Gli rinfaccia tutto il suo odio perché, quando era piccolo, Roger è stato un fallimento come padre e, ora che Wesley è un adulto, Roger non accetta il fatto che ormai suo figlio sia un uomo migliore di lui. Quando Roger minaccia di fare del male a Fred, senza la minima esitazione, Wesley gli spara e lo uccide. In un primo momento rimane sconvolto, ma poi scopre che quello non è mai stato Roger, ma solo un altro guerriero robot con le sue sembianze. Angel ha capito che, sebbene questi guerrieri robot lavorino per un'organizzazione che opera a fin di bene, la loro posizione alla Wolfram & Hart li rende dei bersagli da eliminare ai loro occhi. Il numero dei loro nemici sta aumentando. Chiaramente questa organizzazione deve aver recuperato alcune informazioni dal Consiglio degli Osservatori e, studiando il profilo psicologico di Wesley, hanno creato un robot simile a Roger per ingannarlo; Wesley si sente umiliato, hanno preso di mira proprio lui perché lo ritengono l'anello debole del gruppo, ma Angel invece lo considera un uomo forte. Solo ora ha capito che Wesley ha il coraggio di prendere le scelte più difficili solo per garantire la sicurezza delle persone a cui tiene, indipendentemente dalle conseguenze che deve sobbarcarsi.
Fred comprende quanto Wesley stia soffrendo; nonostante non abbia ucciso il suo vero padre, questo non cambia che lui lo credesse tale. Nonostante tutto è stato capace di sparargli, perché aveva minacciato di far del male proprio a lei. Fred ormai ha capito che Wesley è innamorato di lei. Knox chiede a Fred di uscire con lui, la ragazza accetta, ma dal modo in cui guarda Wesley è evidente che ha capito di amarlo. Infine Wesley telefona a suo padre, tentando di conversare amichevolmente con lui.
- Altri interpreti: Mercedes McNab (Harmony Kendall)

## Destino
- Titolo originale: Destiny
- Diretto da: Skip Schoolnik
- Scritto da: David Fury e Steven S. DeKnight

### Trama
Harmony riceve un pacco postale per Spike alla Wolfram & Hart, lo apre davanti a lui e si libera una massa di energia che lo rende nuovamente corporeo. Spike è euforico perché è tornato in vita, ma contemporaneamente le linee telefoniche e i computer impazziscono, tra l'altro le persone (come Harmony e Gunn) si inferociscono diventando violente e rabbiose, oltre a lacrimare sangue dagli occhi, come se non bastasse la Camera Bianca scompare. Angel collega questi avvenimenti alla resurrezione di Spike, cosa confermata anche da Eve che si è consultata con dei veggenti, scoprendo che la Profezia Shanshu prevedeva un solo campione, un vampiro con l'anima. All'inizio l'unico che corrispondeva a questo profilo era Angel, ma con la presenza di Spike l'equilibrio dell'universo è divenuto instabile. Quando Spike, dopo aver recuperato la sua anima, ha chiuso la Bocca dell'Inferno diventando un campione, è morto durante l'impresa e ciò ha permesso all'equilibrio esistenziale di bilanciarsi da solo, ma ora che è resuscitato ci sono due vampiri con l'anima, entrambi due campioni, e gli effetti di questa anomalia si sono manifestati.
Angel intuisce che la persona che ha inviato il pacco postale che ha resuscitato Spike sia la stessa che ha inviato l'amuleto alla Wolfram & Hart contenente l'essenza del vampiro. In entrambi i casi il mittente è rimasto anonimo. Spike vuole andare a trovare Buffy in Europa, ma Angel lo prega di rimanere, almeno finché non verranno a capo di questa anomalia universale. I due vampiri si rivolgono a Sirk; Angel non ha dubbi di essere lui l'eroe predestinato della Profezia Shanshu e che Spike non possa ambire a quel titolo, tuttavia Sirk gli spiega che la profezia che lui ha letto è solo una delle varie interpretazioni di quella originale. Leggendo un passo che afferma: "la radice dell'albero si dividerà in due", è un chiaro riferimento a Spike e Angel e che il vero predestinato verrà identificato in colui che berrà dal Calice del Perpetuo Tormento. A quel punto, il caos appena generato si placherà. Sirk scopre che il Calice del Perpetuo Tormento si trova nella Valle della Morte in Nevada, in un luogo chiamato Le Colonne, infatti Angel ricorda che quello era il nome di un Teatro dell'Opera che nel 1938 era stato distrutto da un terremoto.
Spike senza esitazione ruba una delle auto aziendali di Angel e raggiunge il vecchio teatro. Vuole dimostrargli di essere lui il vero predestinato, per la soddisfazione di fargli un torto. Angel, alla guida di un'altra auto, si lancia all'inseguimento. I due raggiungono l'edificio abbandonato e, davanti al Calice del Perpetuo Tormento, Spike colpisce Angel con un pugno; è pronto ad affrontarlo, vuole essere il vincitore che berrà dal calice.
Con dei flashback si scopre di più sul passato di Spike, nella Londra del 1880, quando lui e Angel erano ancora due vampiri malvagi: 
dopo averlo generato in un vampiro, Drusilla gli presentò Angelus; quest'ultimo era incuriosito perché Drusilla, invece che limitarsi a ucciderlo e a nutrirsi del suo sangue, scelse di fare di William un loro simile. Spike rimase subito affascinato dalla crudeltà di Angelus e i due all'inizio si presero in simpatia. Angelus e Drusilla si divertivano a chiamarlo Willy, un soprannome che a lui non piaceva, tra l'altro Angelus aveva capito che William ormai si era totalmente infatuato di Drusilla. Un giorno, William sorprese Angelus ad amoreggiare con Drusilla. In un impeto di rabbia tentò di attaccarlo, ma Angelus era più forte di lui, non poteva nulla contro la sua superiorità. Angelus chiarì subito come stavano le cose, infatti William si era unito al loro gruppo da poco e non era nella posizione adatta di avanzare delle pretese.
Nel presente, Angel combatte contro Spike, lo sconfigge e si appresta a bere dal Calice del Perpetuo Tormento, ma con arroganza commette lo sbaglio di provocare Spike chiamandolo "Willy" e scatenando così la sua rabbia. Spike si rialza e lo affronta nuovamente. Lo scontro tra i due è senza esclusione di colpi, il confronto oltre che fisico è anche verbale. Angel afferma che Spike non sarà mai come lui ed è per questa ragione che Buffy non lo avrebbe mai amato; tuttavia, Spike si considera migliore di Angel che ha abbandonato i suoi valori per dirigere la Wolfram & Hart, inoltre Angel ha riavuto indietro la sua anima come penitenza per i suoi innumerevoli peccati, mentre Spike ha scelto di riaverla perché sapeva che era la cosa giusta. Ciò che spinge Spike a odiare Angel è il fatto che lui lo ha educato trasformandolo in un mostro; nonostante sia stata Drusilla a generarlo in un vampiro, è stato Angel a plasmarlo in un essere malvagio, perché lo stesso Angel desiderava avere qualcuno con cui dividere il fardello dei propri crimini.
Angel e Spike si affrontano al massimo della loro forza, ma Spike esce vincitore dallo scontro, beve dal Calice del Perpetuo Tormento e scopre che quella appena bevuta era solo una gazzosa. Era tutta una messa in scena. I due tornano alla Wolfram & Hart, tutto è tornato normale poiché i Soci Anziani sono intervenuti personalmente per riportare equilibrio nell'anomalia. Sirk aveva mentito e infatti è scappato appena in tempo. Spike è contento perché è tornato in vita, ma Angel confessa a Gunn che, indipendentemente dal fatto che lo scontro tra lui e Spike non aveva nulla a che vedere con la Profezia Shanshu, ciò non cambia che Spike è riuscito a sconfiggerlo. Non ci era mai riuscito e ha vinto perché più determinato di lui. Ormai Angel inizia a dubitare di essere lui l'eletto della profezia.
Eve torna a casa, si spoglia e si stende nel proprio letto, accanto al suo amante che si rivela essere Lindsey, sul cui corpo sono presenti degli strani tatuaggi. Sono stati loro due a riportare in vita Spike: ciò a cui miravano era far sì che quest'ultimo uccidesse Angel, ma Spike gli ha risparmiato la vita. Lindsey preferisce non farne un problema, ritenendo che il loro piano può ancora procedere.
- Guest star: Juliet Landau (Drusilla)

## La vita secondo Harmony
- Titolo originale: Harm's Way
- Diretto da: Vern Gillum
- Scritto da: Sarah Fain e Elizabeth Craft

### Trama
Spike decide di lasciare Los Angeles, vuole andare in Europa a trovare Buffy. Saluta Fred con affetto perché lei ha tentato di aiutarlo. Wesley preferirebbe che lui restasse a Los Angeles, dato che esiste l'effettiva possibilità che Spike sia l'eletto della Profezia Shanshu.
La Wolfram & Hart deve svolgere un incarico molto delicato, ovvero stipulare un accordo di pace tra due fazioni demoniache, il Clan Vinji e il Clan Sahrvin. Si combattono da cinque generazioni, ma, grazie a un attivista dei diritti demoniaci di nome Tobias Dupree che gode del rispetto di entrambi i clan, finalmente decidono di stabilire una tregua.
Nonostante i Vinji e i Sahrvin siano due clan molto crudeli, Angel e Gunn ci tengono a portare a termine con successo l'incarico, pur di provare il loro valore. Fred, vedendo che Harmony non ha amici alla Wolfram & Hart, impietosita accetta di uscire con lei. Le due ragazze vanno in un bar, dove Harmony conosce un ragazzo. Trascorrono la notte a fare sesso, ma il mattino dopo lei lo trova morto. Harmony non capisce quello che sta succedendo, ma in ogni caso si disfa del corpo, la sua paura è che Angel possa ucciderla a causa della sua politica di non tolleranza verso i dipendenti che si rendano colpevoli di un qualunque crimine.
Angel viene chiamato dalla polizia. Lo informano che Dupree è stato assassinato da dei vampiri, e si tratta del ragazzo con cui Harmony aveva fatto sesso. Quest'ultima vede Fred esaminare il cadavere di Dupree e scopre che il vampiro che lo ha ucciso lo ha morso nella parte destra del collo; Harmony non è mancina, perciò ha la conferma di non essere stata lei a ucciderlo. Purtroppo, l'addetto al controllo ematico dei vampiri che lavora alla Wolfram & Hart esamina il suo sangue e scopre che si è nutrita di sangue umano. Per evitare che lo riferisca ad Angel, lo sequestra chiudendolo in uno sgabuzzino.
È da otto mesi che Harmony non beve sangue umano, non riesce a capire come il fatto sia possibile. Intuisce che qualcuno ha inserito del sangue umano nel termos da cui lei beve. 
Intanto, i Vinji e i Sahrvin giungono alla Wolfram & Hart per l'accordo di pace, ma, a causa della morte di Dupree, i Vinji reclamano una vittima sacrificale. Harmony va alla mensa e scopre che è stata il vampiro Tamika a uccidere Dupree, in modo che la colpa ricadesse su di lei, inoltre sempre Tamika ha messo del sangue umano nel termos. Si era presentata al colloquio per il posto di segretaria di Angel, ma, essendo stata rifiutata al posto di Harmony, ha ordito questo piano per farla uccidere e poi sostituirla come nuova assistente di Angel.
Harmony e Tamika si affrontano. Harmony scaraventa Tamika in sala riunioni dove si tiene il negoziato tra i due clan, e uccide Tamika davanti a tutti. I Vinji si ritengono soddisfatti perché la morte di Tamika ha riscattato quella di Dupree. Chiarito il malinteso, Harmony si scusa per non aver chiesto subito aiuto ad Angel. Sono necessari due giorni perché ogni traccia del sangue umano venga eliminata dal suo organismo. Angel decide di non licenziarla, ma è evidente che lei si sente sola. Non fa parte del loro gruppo, lei non è come Angel, non ha un'anima e per comportarsi bene deve impegnarsi molto più di lui.
Harmony si reca in un bar e inaspettatamente viene raggiunta da Spike, il quale ha cambiato idea e non tornerà da Buffy. Nonostante la ragazza sarebbe felice di rivederlo, il vampiro si è separato da lei morendo da eroe, e adesso non sarebbe all'altezza del ricordo che la Cacciatrice ha di lui se si ripresentasse vivo. Spike aiuta Harmony a ritrovare il buon umore, facendole notare che Tamika ha messo in piedi un piano ben congeniato per rovinarla, ciò è la prova che in realtà lei non è una persona insignificante.

## Lo scopo di un'anima
- Titolo originale: Soul Purpose
- Diretto da: David Boreanaz
- Scritto da: Brent Fletcher

### Trama
Angel è sempre più insoddisfatto di lavorare alla Wolfram & Hart e si sente troppo limitato in questo contesto. Inizia anche a diventare più debole, trascorrendo il suo tempo a letto nel proprio alloggio. Comincia a fare strani sogni su Spike che esaltano il suo senso di smarrimento e la paura che Spike possa sostituirlo come eroe, ad esempio vedendo Buffy e Spike a letto, proprio accanto a lui, mentre fanno sesso. Mentre Spike è in uno strip club, viene avvicinato da Lindsey che si presenta con il nome di Doyle, facendogli credere di essere un veggente e che le Forze dell'Essere vogliono fare di lui il loro nuovo campione, adesso che Angel lavora alla Wolfram & Hart.
In un primo momento Spike rifiuta, ma poi Lindsey gli rivela che una ragazza è in pericolo e Spike, sentendo il dovere di salvarla, affronta il vampiro che la stava aggredendo e lo uccide. Lindsey gli rivela che Angel fallì nel salvare Tina, quando svolse il suo primo incarico per le Forze dell'Essere, ciò è la prova emblematica che Spike può superare Angel. Gli svela inoltre che è stato lui a inviare per posta alla Wolfram & Hart l'amuleto contenente la sua essenza, e sempre lui ha inviato il pacco postale contenente la magia che lo ha riportato in vita. Spike accetta l'offerta e Lindsey gli trova un appartamento dove vivere.
Angel sogna di vedere Spike acclamato dagli amici e dai colleghi della Wolfram & Hart, per aver salvato il mondo dall'Apocalisse e averlo trasformato in un posto migliore, e venendo premiato con la privazione del suo vampirismo che lo fa tornare umano, mentre lui viene isolato da tutti. Angel trova la forza di svegliarsi; c'è un demone parassita attaccato al suo corpo, ed è quel demone a indurlo a sognare. Lo uccide stritolandolo con la mano, ma Eve, accanto al suo letto, con uno scrigno tra le mani, gli fa credere che sta ancora sognando. Apre lo scrigno che contiene un secondo demone parassita, il quale si attacca ad Angel facendolo nuovamente sprofondare nel sonno.
Eve ha dato a Fred e Wesley il compito di studiare un pezzo di pietra con incise delle rune. I Soci Anziani vogliono che loro le traducano, ma in realtà è un pretesto di Eve per tenerli lontani da Angel ed evitare che scoprano che il vampiro è in pericolo, per colpa del demone parassita. Il piano di Eve e Lindsey è quello di trasformare Spike in un eroe, così danneggeranno Angel quando i Soci Anziani coltiveranno l'errata convinzione che il predestinato della Profezia Shanshu sia Spike, invece che Angel. I simboli che Lindsey ha tatuati sul corpo impediscono ai Soci Anziani di individuare la sua presenza.
Ormai Spike sta attirando l'attenzione come vigilante salvando le persone dai vampiri per strada. Gunn e Wesley lo invitano a unirsi alla Wolfram & Hart, con la promessa che metteranno le loro risorse a sua disposizione. Spike rifiuta, tentando di far capire a entrambi che non cambieranno mai la Wolfram & Hart, inoltre intuisce che Wesley e Gunn stanno perdendo fiducia in Angel; questo spiega perché vogliono Spike nel loro gruppo. 
Lindsey rivela a Spike che Angel è in pericolo; il vampiro va nel suo alloggio e gli strappa via dal corpo il demone parassita, aiutandolo a risvegliarsi.
Angel viene accudito dai suoi amici; Wesley gli spiega che il parassita era un demone Selminth che, quando morde, genera un effetto anestetico che impedisce di percepire sul corpo la sua presenza. Inietta una neurotossina che induce in uno stato di sonno creando allucinazioni febbrili e, se non fosse stato rimosso, Angel sarebbe rimasto per sempre un vegetale. Angel accusa Eve davanti a tutti; non aveva sognato, quando lei lo aveva fatto attaccare dal secondo Selminth. Eve è stata astuta perché, dopo aver liberato l'altro Selminth, si è cambiata d'abito, ma ha commesso un errore: non si è tolta gli orecchini. La donna, sentendosi messa alle strette, decide di andarsene per non dover rispondere alle sue accuse, ma Angel la mette in guardia. Ormai ha capito che sta architettando qualcosa all'insaputa dei Soci Anziani, continuando per questa strada rischia molto.

## Il danno
- Titolo originale: Damage
- Diretto da: Jefferson Kibbee
- Scritto da: Steven S. DeKnight e Drew Goddard

### Trama
Dana è una ragazza che soffre di disturbi mentali ed è ricoverata in un ospedale psichiatrico. A causa di una disattenzione dello staff della clinica, le viene dato un farmaco sbagliato che scatena la sua rabbia; dando prova di avere una forza sovrumana, uccide un infermiere e fugge, poi ruba dei vestiti in un negozio. Harmony informa Angel dell'accaduto e lui decide di andare alla clinica, c'è pure Spike che decide di intervenire.
Rabinaw (il dottore che aveva in cura Dana) mostra ai due vampiri i disegni fatti dalla ragazza che raffigurano dei mostri, rivela ai due che Dana è stata vittima di torture, prima di essere internata nella clinica. Un'infermiera decide di aiutare Angel facendogli vedere alcuni video di Dana mentre lei si esprime in varie lingue, tra cui il rumeno, dove lei afferma di essere la prescelta, adesso Angel capisce che è una Cacciatrice.
Spike trova Dana, che parla in cinese e lo attacca, sconfiggendolo e scappando. Quando Angel informa Spike che Dana è una Cacciatrice, i due vanno alla Wolfram & Hart; ad aspettarli c'è Andrew, mandato lì da Giles dopo che gli avevano chiesto aiuto. Giles sta ricostruendo il consiglio degli Osservatori e adesso Andrew è diventato un suo allievo; il ragazzo è felice di vedere Spike ancora vivo, dopo la battaglia per chiudere la Bocca dell'Inferno. Racconta a tutti la storia della Cacciatrice, nata per sconfiggere le creature demoniache quando tre sciamani conferirono alla Prima Cacciatrice la forza di un demone. Esistono le Potenziali, ovvero le Cacciatrici che non hanno ancora ricevuto il potere; quando una Cacciatrice muore, una delle Potenziali la sostituisce, ereditando il suo potere. Andrew svela che Willow, su richiesta di Buffy, ha risvegliato il potere in tutte le Potenziali, in modo da trasformarle tutte simultaneamente in Cacciatrici; anche Dana era una Potenziale e ora è diventata una Cacciatrice.
Ogni Cacciatrice conserva una parte dei ricordi delle Cacciatrici decedute, ma la psicosi di Dana la spinge a riviverli con intensità eccessiva. Spike intuisce che, quando l’ha affrontata, Dana stava parlando in cinese perché aveva rievocato i ricordi della Cacciatrice che lui stesso uccise durante la Rivolta dei Boxer. Spike e Andrew vanno a cercare Dana, la quale uccide un uomo al porto, mentre Lorne e Angel si rivolgono a un medium, andando a visitare la casa dove Dana trascorse la sua infanzia. 
Il medium rivive tutti i ricordi traumatici di Dana: un criminale entrò in casa sua e la rapì dopo averle ucciso i genitori; la condusse in un luogo dove lei percepiva odore di melassa. 
Andrew, intanto, rivela a Spike che Xander vive in Africa, Willow in Brasile, mentre Buffy a Roma con la sorellina Dawn, la quale studia lì. Buffy ignora che Spike sia ancora vivo, e quest'ultimo chiede a Andrew di non dirglielo. In futuro, sarà lui stesso a mettersi in contatto con lei.
Dana attacca Spike e Andrew sconfiggendo quest'ultimo, poi il vampiro la insegue e Dana gli si rivolge chiamandolo "William il Sanguinario", il suo vecchio soprannome. Ora il vampiro ha la conferma che sta rievocando i ricordi di Nikki Wood, la seconda Cacciatrice che lui ha ucciso. Dana gli inietta un sonnifero, facendogli perdere i sensi.
Intanto, Angel e i suoi amici cercano di capire dove possa nascondersi Dana. Fred ritiene che l'odore di melassa sia riconducibile a una distilleria di whisky, è lì che venne maltrattata. Infatti, Spike si risveglia nella vecchia distilleria abbandonata; Dana gli ha tagliato le mani, accusandolo di averle ucciso i genitori e di averla violentata da bambina, ma lui giura di non averle fatto nulla. Ha proiettato l'immagine di Spike nella propria mente, a causa dei ricordi delle altre Cacciatrici che lui ha ucciso, e la sua figura si è sovrapposta a quella del criminale che le ha ammazzato i genitori, per poi abusare di lei.
Dana lo accusa di aver ucciso due Cacciatrici senza alcuna pietà, poi inizia a picchiarlo. Arriva Angel che la affronta, facendole capire che a ucciderle la famiglia e a violentarla fu un criminale di nome Walter Kindel, morto da cinque anni nel tentativo di rapinare un negozio. Intervengono Wesley e i membri della squadra tattica della Wolfram & Hart, che le sparano dei tranquillanti sedandola.
Si scopre che Andrew non è arrivato da solo: con lui ci sono dodici Cacciatrici. Vogliono condurre Dana con loro, ma Angel si rifiuta perché vorrebbe farla curare. Andrew, tuttavia, è irremovibile; apprezza l'aiuto di Angel, ma gli rivela che è stata Buffy a mandarlo a Los Angeles. Lei non vede di buon occhio che Angel adesso diriga la Wolfram & Hart e non se la sente di affidargli Dana. Le Cacciatrici si prenderanno cura di lei, e ormai Buffy non vede più in Angel un alleato.
Angel permette ad Andrew e alle Cacciatrici di portare via Dana, poi va a trovare Spike in ospedale. Gli hanno ricucito le mani; tuttavia, Spike non ritiene di doversi sentire meno colpevole perché, anche se non ha rovinato lui la vita a Dana, ha fatto del male a tante persone. Quando lui e Angel erano due vampiri privi di anima, davano sfogo alla loro cattiveria senza dare al male un senso razionale. Spike esclude che Dana un giorno guarirà, ma non ha dubbi sul fatto che lei ormai è diventata come loro due: un mostro.

## Bentornata
- Titolo originale: You're Welcome
- Diretto da: David Fury
- Scritto da: David Fury

### Trama
Angel sta seriamente prendendo in considerazione l'idea di abbandonare la Wolfram & Hart, non ritenendo che lui e i suoi amici abbiano fatto realmente qualcosa di buono lavorando lì. Tuttavia, Gunn è della convinzione che invece le cose siano migliorate, da quando lo studio legale li ha assunti. 
Angel riceve una telefonata dall'ospedale che lo informa del risveglio di Cordelia. 
Angel e Wesley corrono in ospedale per abbracciarla, poi la portano alla Wolfram & Hart. Cordelia resta delusa, quando scopre che i suoi amici ora lavorano lì. Fred, Gunn, Harmony e Lorne riaccolgono l'amica con affetto, ma lei trova strano che Connor sia assente, e nota che nessuno ha riconosciuto il suo nome quando lo ha pronunciato.
Cordelia è convinta che Angel abbia fatto un errore a unirsi alla Wolfram & Hart. Nonostante lui si ripeta che le cose stanno migliorando, è ormai evidente che sta perdendo la sicurezza nella propria forza di volontà, mancando di rispetto al ricordo di Doyle, il quale ha sacrificato la propria vita per salvarlo senza accettare compromessi, perché credeva in lui ed era convinto che sarebbe diventato un eroe. 
Angel confessa a Cordelia che non è più il campione delle Forze dell'Essere, ora è Spike che ricopre questo ruolo. Le rivela di aver accettato di dirigere la Wolfram & Hart perché hanno accolto la sua richiesta di alterare la realtà, cancellando la memoria di Connor e donandogli una vita nuova e serena. Angel non sapeva come dare a suo figlio un’esistenza stabile. Cordelia gli chiede se si sia mai domandato come sarebbero andate le cose tra loro due, se si fossero incontrati quella notte a Malibù. Angel le confessa di essersi posto questa domanda ogni giorno. Lei lo mette in guardia: ha avuto una visione, dei simboli mistici tatuati sul corpo di un uomo. In agguato c'è una minaccia incombente.
Lindsey, dopo aver fatto l'amore con Eve, le confessa che la ragione per cui è tornato a Los Angeles è per annientare Angel. Tutto è iniziato quando aveva scoperto che i Soci Anziani volevano affidare a lui le redini della filiale di Los Angeles, la posizione che Lindsey bramava per sé. Il suo orgoglio non gli ha permesso di accettare che il vampiro subentrasse in sua vece. Lindsey affida a Spike l'incarico di uccidere Cordelia, facendogli credere che Jasmine è ancora nel corpo della donna.
Mentre con Wesley consulta dei libri per capire cosa fossero i simboli della visione, Cordelia si scusa con lui per aver ucciso Lilah, quando Jasmine manovrava il suo corpo. Dopo, trova i simboli su uno dei libri e l’amico scopre che hanno il potere di rendere una persona invisibile alla percezione sensoriale, ma anche ai sistemi di sicurezza. 
Spike si presenta alla Wolfram & Hart e morde Cordelia, ma viene allontanato da Angel. Tuttavia, non intendeva ucciderla, ha capito che Jasmine non è più in lei. Spiega ai due che è stato Lindsey a manipolarlo per indurlo a far del male a Cordelia. Ormai, per lei e Angel è diventata una questione personale: è inaccettabile che Lindsey abbia osato presentarsi a Spike con il nome di Doyle, il loro defunto amico.
Angel e i suoi amici costringono Eve, con le maniere forti, ad ammettere la propria complicità con Lindsey. Lei confessa che intende usare un congegno per eliminare Angel, che si trova nei sotterranei dello studio legale. I Soci Anziani se ne sarebbero serviti contro il vampiro in caso di emergenza. Angel ha capito che Lindsey ha fatto credere a Spike di essere il nuovo eroe delle Forze dell'Essere, solo per far leva sulle insicurezze di Angel, e Cordelia comprende che è Lindsey l'uomo tatuato della sua visione. Lindsey accede al congegno grazie ai tatuaggi sul suo corpo che gli hanno permesso di eludere il sistema di sicurezza, ma Angel, Cordelia e Spike lo raggiungono. Spike affronta da solo i guerrieri zombie che sono a guardia del congegno, dando ad Angel e Cordelia il tempo di fermare Lindsey, che intanto attiva il congegno.
L’uomo affronta Angel; i tatuaggi sul suo corpo gli permettono di usare la magia, ma gli conferiscono anche una forza e un'agilità sovrumane. Ha acquisito questi poteri in Nepal. Riesce a mettere in difficoltà Angel, ma quest'ultimo rievoca il loro primo incontro, quando il vampiro uccise Russell, il cliente di Lindsey senza che lui potesse proteggerlo, avendo dato prova di quanto egli era insignificante, proprio come lo è adesso, infine Angel lo sconfigge. Cordelia disattiva il congegno, mentre Wesley, con un incantesimo, elimina dal corpo di Lindsey i tatuaggi. Ora i Soci Anziani riescono a individuarlo e lo risucchiano in un vortice. Eve viene mandata via dalla Wolfram & Hart, mentre Angel, Cordelia, Gunn, Spike, Wesley, Harmony, Lorne e Fred vanno a bere tutti insieme per festeggiare.
Cordelia si complimenta con Wesley per l'incantesimo che ha usato su Lindsey. Dalla gentilezza con cui gli si rivolge, sembra quasi voglia dirgli addio; mentre Angel è tutto solo nel suo ufficio, viene raggiunto da Cordelia che gli spiega che, benché non le piaccia l'idea che lui diriga la Wolfram & Hart, non ha dubbi che saprà affrontare degnamente ogni avversità. Rimpiange solo che non potrà più essere al suo fianco, perché deve separarsi da lui. Angel le chiede di rimanere, non vuole rinunciare a lei, ma Cordelia, parlando in maniera enigmatica, gli spiega che devono percorrere due cammini diversi. Non ha dubbi che le Forze dell'Essere le abbiano permesso di vivere con lui un'ultima avventura per rimetterlo sulla giusta strada.
Si appresta ad andarsene, ma prima bacia il suo amato con passione. Angel distoglie lo sguardo da lei quando sente il telefono suonare e, quando risponde, scopre che a chiamarlo è l'ospedale. Lo informano che Cordelia è morta. Angel si volta verso di lei e vede che è scomparsa: si trattava della sua essenza. Cordelia non si era mai risvegliata dal coma e dato che le Forze dell'Essere le dovevano un favore, le hanno consentito di aiutare Angel un'ultima volta. Lui, rivolgendosi all'amica che ormai è morta, si limita a dirle: "grazie".
- Guest star: Charisma Carpenter (Cordelia Chase)
- Nota: questo è il 100° episodio della serie.

## Perché lottiamo
- Titolo originale: Why We Fight
- Diretto da: Terrence O'Hara
- Scritto da: Drew Goddard e Steven S. DeKnight

### Trama
Angel e i suoi amici si intrattengono a lavorare fino a tardi per discutere di Eve, infatti anche se è stata allontanata dallo studio potrebbe rappresentare una potenziale minaccia, stranamente Gunn, mentre parla, nota che sta perdendo le proprie conoscenze legali. Un vampiro di nome Sam Lawson entra nell'edificio, incontra Fred in laboratorio, lei è decisamente a disagio in sua compagnia dato che lui sembra non avere buone intenzioni. Lawson si presenta nell'ufficio di Angel, il quale è sorpreso di vederlo, i due si erano conosciuti in passato, poi Lawson lo porta da Fred, Wesley e Gunn avendoli costretti a stare in piedi su delle sedie, con un cavo al loro collo, se dovesse sfilare le sedie sotto i loro piedi il cavo li decapiterebbe.
Con dei flashback si scoprono le circostanze del primo incontro tra Angel e Lawson: quest'ultimo era una guardia marina, nel 1943 lui e i suoi compagni avevano preso possesso di un sommergibile tedesco e, percorrendo l'Oceano Atlantico, dei mostri che erano imprigionati nel sommergibile riuscirono a scappare iniziando a fare strage degli ufficiali, Lawson e altri sottoufficiali si misero al riparo in una zona isolata del sommergibile, insieme a un ufficiale tedesco che loro avevano catturato. Angel viveva a New York, in un appartamento, i servizi segreti americani, con le maniere forti, lo costrinsero a portare in salvo il sommergibile, lui era un vampiro e per Angel sarebbe stato più facile immergersi nelle acque profonde. Angel si immerse nell'oceano e raggiunse il sommergibile segnalando la sua presenza, Lawson lo fece entrare nella camera di lancio, Angel ebbe dai servizi segreti l'autorizzazione a prendere il comando della missione, dunque Lawson e gli altri accettarono di prendere ordini da lui. Angel scoprì che i mostri che avevano ucciso gli ufficiali erano proprio dei vampiri, tra loro c'era anche Spike, oltre a Prince of Lies e Nostroyev. Infatti Spike era stato catturato dai nazisti a Madrid, Angel uccise Nostroyev mettendo in chiaro che comandava lui, costringendo Spike e Prince of Lies a collaborare con i marinai senza fare loro del male dato che soltanto gli ufficiali sapevano come pilotare il sommergibile. Angel uccise Prince of Lies quando quest'ultimo in uno slancio di rabbia tentò di aggredire l'ufficiale tedesco, aveva letto alcune documentazioni che aveva scatenato la sua ira, sia Spike che Lawson volevano capire per quale motivo Prince of Lies si era inferocito così tanto, interrogarono dunque il prigioniero scoprendo che in quei documenti sono riportate informazioni su esperimenti che i tedeschi volevano fare sui vampiri e trasformarli in armi militari, ecco perché avevano catturato Spike e gli altri. Angel si arrabbiò con l'ufficiale tedesco vietandogli di fornire altre informazioni, così si sbugiardò da solo, Spike e Lawson capirono che Angel già sapeva di quegli esperimenti, i servizi segreti americani lo avevano messo al corrente di tutto, la vera missione di Angel era far sì che il governo statunitense si impadronisse del sommergibile per entrare in possesso della documentazione inerente agli esperimenti sui vampiri. Angel promise a Lawson che, indipendentemente dalla sua vera missione, lo avrebbe aiutato a portare in salvo gli ufficiali, purtroppo vennero avvistati da un sommergibile nemico che sparò dei siluri creando dei danni al motore di propulsione. Il prigioniero tedesco pugnalò Lawson con un cacciavite, quest'ultimo riuscì a reagire e a ucciderlo ma per via della ferita a breve sarebbe morto, solo Lawson sapeva come riparare il motore, quindi Angel non ebbe scelta, lo generò in un vampiro. Lawson riparò il motore ma adesso che era un vampiro desiderava uccidere gli altri ufficiali, Angel però era più forte di lui e riuscì a impedirglielo, il sommergibile riemerse dalle acque e Angel costrinse Lawson e Spike ad andarsene, prima che il sole sorgesse avrebbero avuto otto ore di tempo per raggiungere la riva a nuoto, Angel promise a Lawson che, qualora si fossero incontrati nuovamente, lo avrebbe ucciso.
Tornando agli eventi presenti Angel confessa a Lawson che, dopo aver portato in salvo il sommergibile e gli ufficiali una volta raggiunta la costa del Maine, lui fuggì evitando che i servizi segreti lo catturassero, da quando Angel ha riavuto la sua anima Lawson è l'unico che generò in un vampiro, in effetti Lawson si sente smarrito, nel corso degli anni ha ucciso tanta gente animato dalla sua iniqua indole di vampiro, da umano quando era un soldato, almeno aveva uno scopo a cui dedicare la propria vita, ma ora invece vive all'insegna della sua malvagità. Lawson ha capito che Angel, quando lo generò in un vampiro, gli aveva trasmesso una parte della sua anima, ecco perché percepisce questo insopportabile senso di vuoto in reazione alla sua irrazionale crudeltà, Lawson gli rivela che, nel corso degli anni, ogni tanto teneva d'occhio Angel, per lui è inaccettabile che adesso Angel sia diventato un uomo di successo dirigendo la Wolfram & Hart. Angel affronta Lawson, tuttavia quest'ultimo non sta combattendo seriamente, infatti è evidente che si sta trattenendo, infine Angel lo uccide.
Il mattino seguente Spike raggiunge Angel nel suo ufficio, Fred gli ha spiegato quello che è accaduto, Spike trova strano che Lawson abbia aspettato così tanto tempo prima di provare a realizzare la sua vendetta contro Angel, quest'ultimo però è della convinzione che Lawson non stava realmente cercando di vendicarsi, semplicemente voleva aggrapparsi alla fatua speranza di poter trovare nuovamente uno scopo nella sua vita.

## L'ora del sorriso
- Titolo originale: Smile Time
- Diretto da: Ben Edlund
- Scritto da: Joss Whedon e Ben Edlund

### Trama
Un bambino guarda un programma chiamato l'Ora del Sorriso (Smile Time) uno dei pupazzi dello show televisivo lo condiziona affinché possa toccare lo schermo e il pupazzo riesce a drenare via la forza vitale del bambino, il quale perde conoscenza e il suo volto è immobilizzato in un'espressione sorridente, venendo ricoverato in ospedale. La Wolfram & Hart decide di indagare su questa faccenda, anche perché Fred scopre che a Los Angeles ci sono stati altri dieci casi di bambini che hanno avuto lo stesso problema.
Fred ha provato a uscire con Knox, ma ormai ha capito di non provare nulla per lui, è Wesley il solo uomo che desidera, intanto con le notti di luna piena in arrivo Nina si presenta allo studio legale, dato che la Wolfram & Hart mette le sue celle a disposizione della ragazza per quando si trasformerà in un licantropo. Nina prova dei sentimenti per Angel, tenta di convincerlo a fare colazione con lei, ma il vampiro preferisce mantenere con Nina una distanza. Angel spiega a Wesley che non può stare insieme a Nina o con una qualunque altra donna perché a causa della sua maledizione, nell'intimità sessuale, perderebbe la sua anima raggiungendo un momento di felicità assoluta; Wesley però è della convinzione che Angel, facendo l'amore con Nina, non rinuncerebbe alla sua anima, perché la felicità che raggiungerebbe con Nina sarebbe più contenuta, ritenendo che è ciò di cui l'amico avrebbe bisogno dato che così, perlomeno, non resterebbe solo.
Angel indaga sui bambini ricoverati in ospedale, Fred dalle analisi cliniche non ha riscontrato nessuna malattia, Angel nota che nel momento in cui è emerso il collasso guardavano tutti la TV nella stessa fascia oraria, Lorne infatti gli rivela che l'Ora del Sorriso, famoso programma per bambini, viene trasmesso in quell'orario. Angel va nella sede del loro studio televisivo, vede uno strano oggetto che emette un'accecante luce che lo trasforma in un pupazzo. Torna alla Wolfram & Hart, si sente depresso e umiliato, infatti è ovvio che chiunque diriga l'Ora del Sorriso ha usato sui bambini una forma di magia. In questa forma di pupazzo Angel non ha controllo sulla sua emotività, si vergogna anche a mostrarsi a Nina preferendo nascondersi.
Gunn e Lorn vanno a parlare con Gregor Framkin, il direttore dell'Ora del Sorriso, ma lui si rivela estraneo alle loro accuse, non si sono accorti che Framkin è manovrato, infatti i pupazzi dello show lo torturano e lo schiavizzano. Gunn fatica a nascondere la propria ignoranza in materia legale, ha capito che l'effetto del miglioramento cerebrale sta svanendo, torna nel laboratorio dove gli venne fatto il miglioramento, Sparrow gli spiega che il primo era solo temporaneo, ed era gratis solo perché i Soci Anziani lo avevano permesso. Sparrow arriva però a un accordo con Gunn: egli gestisce un'attività secondaria, un commercio di manufatti antichi, Gunn deve firmare un modulo che sbloccherà un reperto antico che è stato fermato dalla polizia doganale, e in cambio Sparrow lo sottoporrà a un secondo miglioramento cerebrale, questa volta però sarà permanente.
Angel finalmente ha il coraggio di mostrarsi a Nina come pupazzo, lei è indifferente, lo considera un uomo eccezionale e non ha motivo di vergognarsi. Wesley e Fred guardano una registrazione di uno degli episodi dell'Ora del Sorriso, e capiscono che l'onda di trasmissione televisiva è divisa in due frequenze, la prima è solo un incantesimo di occultamento focalizzato sulle canzoni dei pupazzi mentre la seconda (quando lo sguardo di uno dei pupazzi è brevemente rivolto al pubblico) usa una magia che priva le vittime della loro forza vitale, l'oggetto magico che aveva visto Angel era chiaramente il catalizzatore della loro magia, distruggendolo i bambini riavranno la loro energia vitale e Angel tornerà come prima. Gunn (che ha accettato di sottoporsi al secondo miglioramento cerebrale) legge alcuni dei contratti stipulati da Framkin scoprendo che lui non c'entra nulla, sono i pupazzi i veri colpevoli: lo show di Framkin stava per fallire e allora lui fece un accordo con dei demoni per restituirgli il successo televisivo, i pupazzi in realtà sono demoni.
I demoni pupazzo progettano di ampliare la portata dell'incantesimo, infatti durante la messa in onda assorbiranno tutta l'energia vita dell'intero pubblico, l'essenza vitale dei bambini è pura, e quando l'avranno immagazzinata a sufficienza la rivenderanno ai migliori offerenti nei regni demoniaci. Angel, insieme a Fred, Gunn e Wesley, va nello studio televisivo, uccidono i pupazzi e infine Fred pronuncia l'incantesimo che distrugge l'oggetto magico, i bambini guariscono mentre Angel ci metterà qualche giorno prima di tornare come prima. Benché sia ancora temporaneamente un pupazzo, sconfigge la sua timidezza a fa colazione con Nina. Fred finalmente si dichiara a Wesley, vuole più di un'amicizia dal loro rapporto, i due si baciano suggellando il loro amore.

## Un buco nel mondo
- Titolo originale: A Hole in the World
- Diretto da: Joss Whedon
- Scritto da: Joss Whedon

### Trama
In un flashback si vede Fred, nella propria casa in Texas, che si prepara a trasferirsi a Los Angeles, in modo da poter studiare all'università, salutando con affetto i propri genitori. Promette a sua madre che quella che avrebbe condotto a Los Angeles sarebbe stata una vita tranquilla e responsabile.
Angel, Fred, Spike e Wesley concludono con successo una missione, annientando delle uova di demone che si sarebbero schiuse. Gunn è consapevole che Wesley e Fred ormai sono una coppia, ma la cosa non lo infastidisce perché è consapevole che lui e Fred non sarebbero più tornati insieme. Si limita a chiedere a Wesley di prendersi cura di Fred. Purtroppo, Angel e Spike litigano in continuazione, anche per i motivi più futili. Angel ritiene che la cosa migliore sia allontanare Spike da Los Angeles; gli offre un lavoro alla Wolfram & Hart come agente operativo. Lavorerà fuori città quando sarà necessario che lui entri in azione, Spike appare allettato e accetta.
Alla Wolfram & Hart viene spedito un sarcofago. Nel tentativo di studiarlo, Fred lo tocca e dal reperto antico fuoriesce una strana polvere, che lei finisce con l'inalare. Poco dopo, quando Fred si mette a cantare allegramente in presenza di Lorne, quest'ultimo con il suo potere empatico percepisce qualcosa di terribile. Fred inizia a vomitare sangue e viene ricoverata nel reparto ospedaliero. La sua pelle si indurisce, mentre i suoi organi iniziano a liquefarsi. Un agente patogeno ha contaminato il suo corpo e le resta un solo giorno di vita, perciò Angel, Gunn, Spike, Knox, Lorne e Wesley cercano di trovare un modo per guarirla. Deducono che il sarcofago sia collegato allo stato di salute di Fred, ma non trovano informazioni sul reperto antico, nemmeno nell'archivio della Wolfram & Hart. Gunn si reca nella Camera Bianca per chiedere informazioni; questa volta non appare la pantera nera, ma un'altra versione di lui che lo picchia, spiegandogli che i Soci Anziani non intendono aiutarlo.
Angel, accompagnato da Spike e Lorne, va a casa di Eve, sospettando che sia un piano architettato da lei e Lindsey. Tuttavia, Eve terrorizzata si rivela estranea a quanto sta accadendo. Non ha nessuna ragione per prendere di mira Fred, ma ha una teoria: l'archivio demoniaco della Wolfram & Hart possiede una conoscenza assoluta dell'occulto, ma se non trovano informazioni sul sarcofago è perché probabilmente è più antico del loro archivio. Angel intuisce che Eve si sta riferendo ai demoni originali; in passato si uccidevano tra essi, quelli sopravvissuti vennero banditi dalla Terra, ma nemmeno la morte riesce ad annientarli. Eve spiega ad Angel che i libri schermo non evocano solo i contenuti nell'archivio della Wolfram & Hart, ma ogni volume scritto esistente; quindi, per capire l'origine del sarcofago lei suggerisce di evocare i "testi dimenticati", menzionando l'Immane Abisso. Wesley, tramite il suggerimento di Eve, usa il libro schermo per evocare un testo dimenticato e scopre che il sarcofago contiene l'anima di Illyria, un monarca demoniaco, mentre l'Immane Abisso che si trova a Cotswolds è la necropoli, dove i demoni antichi deceduti riposano.
Gunn scopre che è stato Knox a portare il sarcofago alla Wolfram & Hart poiché è un devoto di Illyria. Il demone risorgerà nel corpo di Fred, la quale morirà sacrificandosi per far risorgere il demone antico. Inoltre, fa a Gunn una terribile rivelazione: lui è stato un ignaro complice, perché ha firmato lui il modulo che ha permesso al sarcofago di venire rilasciato dalla polizia doganale, per ottenere il suo miglioramento cerebrale. Intanto, Angel e Spike raggiungono Cotswolds con il jet privato dello studio legale. L'Immane Abisso è nascosto all'interno di un albero, che in realtà è un passaggio segreto. I due vampiri sconfiggono i guerrieri a guardia dell'Immane Abisso, poi fa la sua comparsa Drogyn, il custode dell'Immane Abisso. Lui e Angel si sono conosciuti in passato.
Drogyn mostra a Spike e Angel l'Immane Abisso, una voragine che attraversa gli emisferi della Terra, dove sono custoditi i sarcofaghi dei demoni antichi deceduti. Rivela che Illyria era tra i più temuti e venerati, ma purtroppo il suo sarcofago ha abbandonato l'Immane Abisso perché era stato creato proprio allo scopo di far risorgere il demone. Drogyn rivela che, essendo entrambi i vampiri dei campioni, è possibile usare un incantesimo che permetta di salvare Fred, facendo sì che lo spirito di Illyria lasci il corpo della ragazza e venga attirato nell'Immane Abisso. Tuttavia morirebbero molti innocenti, perché lo spirito demoniaco tenterebbe vanamente di aggrapparsi ad altre persone, consumandone la forza vitale.
Fred torna a casa accompagnata da Wesley, il quale rimane accanto a lei nei suoi ultimi momenti di vita. Disperato, le confessa di averla amata dal momento in cui la vide la prima volta. Infine, Fred muore e Illyria risorge nel suo corpo.
- Nota. Nella scena in cui Angel, Lorne e Spike si recano da Eve, la canzone che quest'ultima sceglie di cantare è LA Song, famoso brano di Christian Kane (Lindsey McDonald).

## Il guscio
- Titolo originale: Shells
- Diretto da: Steven S. DeKnight
- Scritto da: Steven S. DeKnight

### Trama
L'ascia con la quale Wesley cerca di uccidere Illyria si infrange sul suo corpo. Illyria si rivela essere un demone empatico e infatti percepisce i sentimenti degli umani che abitano il mondo, che ritiene insopportabili. È sorpresa nell'apprendere che il mondo moderno sia governato dagli umani, lei dava per scontato che si sarebbero estinti.
Angel e Spike tornano a Los Angeles con il jet privato; non hanno eseguito l'incantesimo per salvare Fred, dato che lo scotto sarebbe stato il sacrificio di tante altre persone. Angel si sente amareggiato; Jasmine ha causato la morte di Cordelia prendendo possesso del suo corpo, e ora Illyria ha ucciso Fred esattamente allo stesso modo.
Illyria va alla Wolfram & Hart riuscendo a sconfiggere facilmente Angel e Harmony, tra l'altro porta via Knox, quando quest'ultimo le rivela di essere il suo sacerdote, il Qwa'ha Xahn. La squadra tattica della Wolfram & Hart tenta di catturare Knox e Illyria, ma lei rallenta il tempo riuscendo a fuggire con Knox. Gunn tenta di costringere Sparrow a rivelargli come riportare in vita Fred, poiché è stato lui a portare il sarcofago alla Wolfram & Hart, ma Sparrow gli spiega che è impossibile perché, quando Illyria è resuscitata prendendo possesso del corpo di Fred, l'anima di quest'ultima è stata totalmente consumata. Proprio in quel momento sopraggiunge Wesley perché ha scoperto, guardando il cellulare di Knox, che sono complici e si tenevano in contatto: Wesley ne ha dedotto che Gunn sia coinvolto in questa faccenda. Gunn è mortificato perché ha involontariamente causato la morte di Fred, solo per ambizione personale.
Wesley accoltella Gunn, ma Angel si arrabbia. Tuttavia, Gunn sopravvive poiché Wesley ha evitato di danneggiare gli organi interni. Spike tortura Sparrow, scoprendo che Illyria intende risvegliare la propria armata demoniaca con la quale sterminerà il genere umano per riconquistare il mondo. La troverà nel Vahla Ha'nesh, l'antico regno di Illyria situato proprio dove ora si trova Los Angeles. Wesley capisce che la città e il Vahla Ha'nesh non sono allineate nello stesso punto temporale.
Illyria e Knox si recano in una banca; è da lì che raggiungeranno il Vahla Ha'nesh attraverso un portale dimensionale. Illyria fatica ad aprirlo, e Knox intuisce che i tre Soci Anziani abbiano sigillato il Vahla Ha'nesh. Illyria è sorpresa nel constatare che i Soci Anziani siano diventati tanto potenti perché non lo erano, quando i demoni antichi regnavano sulla Terra. Knox con un rituale elimina il sigillo ma subito dopo arrivano Angel, Spike e Wesley, quest'ultimo spara a Knox e lo uccide, ma Illyria li affronta tutti e tre riuscendo apparentemente a sconfiggerli. Scopre tuttavia che Angel ha creato un'illusione, ingannandola tramite uno dei cristalli che faceva da ornamento al suo sarcofago; infine Angel la colpisce con un violento pugno.
Illyria riesce comunque ad aprire il portale dimensionale per Vahla Ha'nesh e, quando lo attraversa, scopre che non c'è nessuno ad attenderla. È trascorso troppo tempo, ormai è solo un luogo desolato, i suoi soldati non ci sono più. Illyria nello sconforto capisce che il mondo che conosceva è solo un ricordo lontano. Viene raggiunta da Wesley, il quale capisce che, proprio come Illyria ha perso il suo regno, lui ha perso Fred. Ormai entrambi non hanno punti di riferimento. Wesley le punta contro una pistola, ma Illyria riesce a fuggire.
Spike ha cambiato idea: seppure desideri lavorare per la Wolfram & Hart, lo farà solo al fianco di Angel a Los Angeles perché, anche se lui continua a non piacergli, Fred ha lottato per la causa in cui credevano e, per onorare la sua memoria, vuole fiancheggiare Angel; inoltre ha capito che a breve dovranno affrontare una minaccia peggiore di Illyria.
Mentre Wesley si trova alla Wolfram & Hart, riceve l'inaspettata visita di Illyria, che gli chiede di aiutarla a integrarsi in questo nuovo mondo a lei sconosciuto. Malgrado sia sopraffatto dal dolore, l'uomo accetta, ma pone come condizione che lei non ucciderà nessuno. Lui stesso ammette che aver ammazzato Knox è stato un gesto ignobile. Wesley spiega a Illyria che la forza che dà alle persone il coraggio di combattere è la speranza.

## Sotto la superficie
- Titolo originale: Underneath
- Diretto da: Skip Schoolnik
- Scritto da: Sarah Fain e Elizabeth Craft

### Trama
Angel organizza una riunione con i suoi compagni, ma è solo Spike a presentarsi. La morte di Fred è stata un duro colpo per tutti; Lorne trascorre il suo tempo a ubriacarsi, mentre Gunn è ancora ricoverato in ospedale. Wesley passa il suo tempo con Illyria, lui si ubriaca e immagina persino di conversare con Fred. Illyria si è fatta dei nemici nelle altre dimensioni demoniache e nella sua nuova forma umana non sarebbe capace di difendersi, restando sulla Terra lei è più al sicuro.
Angel vuole capire quali siano i piani che i Soci Anziani hanno su di lui, finora non ha mai scoperto quali siano le loro vere intenzioni. Spike gli suggerisce di chiedere informazioni a qualcuno che ha con i Soci Anziani un collegamento diretto.
Ascoltando il suo consiglio, vanno assieme a casa di Eve per avere delle risposte, ma poi si presenta un uomo dalla forza spaventosa che fa tremare la casa. Sono stati i Soci Anziani a mandarlo da lei, quindi Spike e Angel la portano in salvo alla Wolfram & Hart.
Angel pretende che Gunn torni a lavorare con lui, ha capito che ormai è guarito dalla ferita, è solo il senso di vergogna che gli impedisce di tornare al lavoro; gli fa capire che è una brava persona e il rimorso per aver causato la morte di Fred ne è la prova.
Gunn gli rivela che, essendo Angel il direttore della filiale di Los Angeles, può proteggere Eve dai Soci Anziani grazie a una clausola nel suo contratto di lavoro. Angel e Spike chiedono alla donna informazioni sui Soci Anziani, ma lei si limita a rivelare che lei stessa è una creatura immortale generata dai Soci Anziani, ma non ha mai conosciuto fino in fondo i propri creatori. Probabilmente, solo Lindsey ha delle informazioni utili, perché ossessionato dai Soci Anziani.
Angel e Spike devono trovare Lindsey, e affidano a Lorne e Harmony la sicurezza di Eve. In loro aiuto interviene Gunn, il quale ha capito dove Lindsey sia stato vincolato; avendo scoperto che in passato un dipendente della Wolfram & Hart appartenente alla filiale di Tokyo era stato bandito dai Soci Anziani in un'altra dimensione, ne deduce che anche Lindsey si trovi lì.
Lindsey è difatti intrappolato in una realtà dove non ha ricordo della propria vita; crede di essere un uomo felicemente sposato con una moglie di nome Trish e con un figlio di nome Zach e vive in un quartiere residenziale. Trish lo convince ad andare in cantina, dove un demone lo uccide strappandogli il cuore, poi Lindsey ritorna in vita perdendo il ricordo di ciò che è successo, per ripetere poi la giornata all'infinito in un loop temporale.
Gunn usa un'automobile che guida autonomamente verso la dimensione dove Lindsey è imprigionato, accompagnato da Spike e Angel. L'automobile è il solo mezzo per raggiungere quella dimensione. Scoprono che la percezione che Lindsey ha della realtà è condizionata dall'amuleto che porta al collo; infatti, quando Angel glielo strappa di dosso, Lindsey recupera la sua memoria. Trish e Zach sparano, armati di fucili mitragliatrici, ma Angel e Spike li mettono al tappeto. Gunn capisce che, per evadere da questa dimensione, bisogna accedere alla cantina, dove incontrano il demone che aveva ripetutamente strappato il cuore a Lindsey. Questo affronta sia Angel che Spike, mettendoli in seria difficoltà. Ad un tratto, Gunn indossa il medaglione che prima Lindsey portava al collo e si apre così il portale per evadere dalla dimensione; Gunn era consapevole che, per fuggire, qualcuno dovesse prendere il posto di Lindsey, e lui è pronto a sacrificarsi. Gunn sarà il prigioniero della gabbia temporale, poiché desidera espiare la morte di Fred.
Alla Wolfram & Hart, intanto, l'uomo che prima si era presentato a casa di Eve fa irruzione nell'edificio. Con un pugno uccide una guardia di sicurezza sfondandogli lo stomaco; Harmony lo attacca, ma lui la sconfigge facilmente. Lorne ed Eve fuggono nel parcheggio e proprio lì fanno la loro comparsa Angel, Lindsey e Spike, appena fuggiti dalla dimensione prigione. Vengono raggiunti dall'uomo, che si presenta con il nome di Marcus Hamilton: è stato mandato dai Soci Anziani per diventare il nuovo collegamento tra loro e Angel. Quest'ultimo si prepara ad affrontare Hamilton pur di proteggere Eve, ma lei decide di arrendersi. Hamilton non intende ucciderla, ma solo farle firmare un documento che la priverà della sua immortalità. Eve ora morirà dopo aver vissuto una normale vita umana.
Angel esige delle risposte da Lindsey, il quale fa ad Angel un discorso molto simile a quello che gli fece già Manners in passato, su quanto l'umanità sia spregevole e convertita al male. I Soci Anziani hanno dato ad Angel e i suoi amici una posizione di rilievo alla Wolfram & Hart, in modo da distrarli e impedirgli che vedessero i progressi svolti nell'Apocalisse che progettano da tanto tempo, più spaventosa di quelle che finora avevano affrontato. Oltretutto, il vampiro ha perso Fred e Gunn. Quest'ultimo, nel frattempo, nella dimensione prigione ha perso la memoria e crede che Trish sia sua moglie e Zach suo figlio, e deve morire ripetutamente per via del demone nella cantina.
- Altri interpreti: Christian Kane (Lindsey McDonald), Sara Thompson (Eve).

## Origine
- Titolo originale: Origin
- Diretto da: Terrence O'Hara
- Scritto da: Drew Goddard

### Trama
Angel è esterrefatto nel vedere Connor alla Wolfram & Hart. 
I coniugi Reilly, assegnati come suoi genitori dopo l'incantesimo di alterazione della realtà, chiedono aiuto a Wesley perché un furgone ha investito Connor, ma lui ne è uscito illeso. Sono ignari che Connor non sia il loro vero figlio ed estranei alla sua forza sovrumana; pretendono perciò delle spiegazioni, avendo sentito dire che la Wolfram & Hart tratta casi di questo tipo. 
Quando Connor vede Angel non lo riconosce, all'oscuro che sia il suo vero padre. Angel esclude che quel furgone abbia investito il ragazzo per via di una casualità, e accusa Hamilton di un possibile coinvolgimento dei Soci Anziani. Hamilton gli assicura che loro non hanno niente a che vedere con quanto accaduto, e che qualcun altro ha preso di mira il ragazzo. 
Connor, mentre è in compagnia dei suoi genitori, viene aggredito da due demoni. Il ragazzo ne colpisce uno con un potente pugno e prende atto della sua incredibile forza, poi interviene Angel, che li uccide entrambi.
Lorne e Wesley scoprono che i demoni che hanno attaccato Connor sono dei Kith'harn: lavorano per lo stregone Cyvus Vail, il quale ha molti contatti a Los Angeles. Angel va nella villa di Cyvus pretendendo delle spiegazioni, lui gli confessa che l'incantesimo di sostituzione della realtà, che ha dato a Connor una vita serena e felice, è stata sua opera; non era sua intenzione fare del male a Connor, ma solo attirare la sua attenzione. Lo stregone è in possesso dell'Ulna Resikhiana contenente Sahjhan, che deve essere eliminato perché troppo pericoloso. L'ulna non dà garanzia che resti inoffensivo, solo la sua morte renderà Cyvus più tranquillo, per cui vuole che Connor lo uccida. Angel non intende mettere suo figlio in pericolo. Si offre lui personalmente di uccidere il demone, ma Cyvus ha paura che Sahjhan possa diventare incontrollabile. La profezia narra che colui che lo ucciderà è Connor, perciò insiste che sia proprio lui ad affrontarlo, ritenendo che ciò garantirà la morte di Sahjhan. Cyvus mostra ad Angel la Finestra Orlon, un cubo luminoso che racchiude i ricordi che ha soppresso quando ha alterato la realtà; se venisse distrutto in presenza di qualcuno i cui ricordi sono stati modificati per via dell'incantesimo, essi riaffiorerebbero.
Connor, avendo preso Angel in simpatia, accetta di combattere contro Sahjhan, se questo garantirà protezione alla sua famiglia. Wesley inizia a covare dei dubbi, specialmente quando Lorne scopre che la Wolfram & Hart aveva stanziato a Cyvus una somma di denaro esorbitante, per l'incantesimo di alterazione della realtà che aveva richiesto la collaborazione di altri stregoni. Ciò che attira l'attenzione di Wesley è che la data riportata nell'incantesimo risalga a quando lui e i suoi amici avevano accettato di dirigere la Wolfram & Hart, intuisce di conseguenza che l'incantesimo di Cyvus è direttamente collegato a tutti loro. Anche Illyria conferma che per colpa dell'incantesimo dello stregone alcuni dei ricordi di Fred sono cambiati. I sospetti di Wesley si acuiscono nel constatare che Angel si sta comportando in maniera strana a causa della presenza di Connor. Con Illyria si reca nell'archivio e assieme vedono il contratto di assunzione di Angel, firmato da quest'ultimo, che prevede l'incantesimo di Cyvus come prezzo concordato.
Angel porta Connor nella villa di Cyvus, che isola la stanza dove Connor e Sahjhan si affronteranno. In questo modo Angel non potrà intervenire, ed è una precauzione per evitare che Sahjhan tenti di uccidere Cyvus. Connor libera il demone dall'Ulna Resikhiana, poi, dopo un breve scambio di parole, Sahjhan scopre che il ragazzo che ha davanti è Connor: è cresciuto dall'ultima volta che lo aveva visto, quando era stato condannato a vivere a Quor'toth. Sahjhan affronta Connor e lo sottomette, intanto Wesley e Illyria rubano a Cyvus la Finestra Orlon. Wesley accusa Angel di aver venduto tutti loro alla Wolfram & Hart in cambio dell'incantesimo di Cyvus, che poi ha scatenato la serie di eventi che ha portato alla morte di Fred. Angel gli svela che Connor è suo figlio e supplica Wesley di non distruggere la Finestra Orlon, ma lui, nella disperazione del momento, si illude che distruggendo l'oggetto gli eventi cambieranno e che Fred potrebbe ritornare in vita; infrange quindi la Finestra Orlon e i ricordi soppressi riemergono dalle loro menti.
Connor recupera la memoria perduta sulla sua vera vita e, riacquistando coscienza sulla propria forza, sconfigge facilmente Sahjhan e lo decapita con un'ascia. Parla poi con Angel, comportandosi come se niente fosse successo e ammettendo che non desidera più combattere.
Wesley si sente ancora più demoralizzato di prima, perché ora ricorda di aver rapito Connor tradendo Angel. Quest'ultimo nel suo ufficio riceve la visita di Connor, il quale gli spiega che preferisce tenere i propri genitori lontani dalla Wolfram & Hart. Sente che questo è l'unico modo perché a loro non accada niente di brutto, e afferma che è necessario fare ogni cosa per proteggere la propria famiglia. Aggiunge che questa è una lezione che ha imparato da suo padre, facendogli capire velatamente che ha recuperato ogni ricordo e che è consapevole di essere suo figlio. Si separa da suo padre, ma prima di andarsene si gira verso di lui, accennando un sorriso.

## Bomba ad orologeria
- Titolo originale: Time Bomb
- Diretto da: Vern Gillum
- Scritto da: Ben Edlund

### Trama
Illyria apre un portale per raggiungere la dimensione dove Gunn è intrappolato da due settimane. Mentre il demone nella cantina si prepara a strappargli il cuore per l'ennesima volta, Illyria lo sconfigge e strappa dal collo di Gunn l'amuleto. Lui spiega che, per evadere da quella dimensione, un'altra persona deve indossare l'amuleto; quindi, Illyria fa in modo che sia il demone a portarlo al collo. Infine, attraverso un portale dimensionale si presenta in compagnia di Gunn nell'ufficio di Angel.
Wesley tenta di convincere Angel a concedere un'opportunità a Illyria ritenendo possibile farla entrare nel loro gruppo, ma Angel non è d'accordo. Lei ha un ego smisurato, è troppo pericolosa, ciò che vuole lui è studiare un sistema per distruggerla. 
Hamilton informa Angel che Illyria, per rintracciare Gunn, ha arrecato non pochi danni alla Wolfram & Hart, tra risorse e dipendenti; i danni dovranno essere detratti dal fatturato dello studio. Illyria si arrabbia con Wesley perché l'intenzione di quest'ultimo era illudersi che, distruggendo la Finestra Orlon, avrebbe riscritto il tempo impedendo la morte di Fred. Se ciò si fosse avverato, lei non sarebbe risorta e Wesley l'avrebbe danneggiata solo per riavere indietro Fred: si sente tradita e ciò che la fa arrabbiare è che questo tipo di sentimento a lei sconosciuto la infastidisca. Wesley ipotizza che Illyria stia iniziando a nutrire emozioni umane.
Hamilton affida ad Angel e Gunn un incarico da parte dei Soci Anziani: i loro clienti sono i membri della Feroce Confraternita e lo studio deve redigere un contratto di adozione. Aspettano il cosiddetto “Prescelto”, avendolo identificato nel bambino che una donna di nome Amanda sta per partorire. Si mostrano gentili con lei riempendola di premure e attenzioni. Il marito di Amanda è un invalido e la Feroce Confraternita lo farà curare in cambio del bambino, con la promessa che lo cresceranno e lo tratteranno con assoluta riverenza. Amanda accetta di firmare il contratto, ma Gunn lo impedisce quando scopre che è contemplata una clausola che consiste nell'adempiere al rito Gordobach: quando il bambino avrà compiuto 13 anni, dovrà essere sacrificato.
Illyria sta diventando sempre più rabbiosa e instabile, è come se qualcosa la spaventasse. Angel pretende una spiegazione da Spike e Wesley, i quali gli spiegano che già da un po' avevano scoperto che Illyria sta per morire. Non c'è compatibilità tra il corpo di Fred che la ospita e il suo immenso potere demoniaco e, quando verrà rilasciato tutto, libererà una tale massa di energia da spazzare via l'intero continente. Wesley, tuttavia, rivela ad Angel di aver trovato un modo per ucciderla: ha ideato un congegno, un Generatore Mutari. Purtroppo, le cose non vanno come si aspettavano, nella sala addestramento Illyria uccide Angel, Spike, Wesley e Lorne, ma il demone ritorna indietro nel tempo, mentre era intenta a conversare con Angel. Ancora una volta, Illyria viaggia nel tempo e Angel finisce inavvertitamente per inseguirla: è diventato un paradosso temporale.
Nella sua paranoia, Illyria è convinta che Angel e i suoi amici abbiano agito alle sue spalle, ma Angel le fa capire che in realtà sta perdendo il controllo dei propri poteri e, senza volerlo, sta saltando da una sequenza temporale all'altra. Illyria accusa Angel di essere patetico, i tre Soci Anziani gli hanno dato un potere enorme e lui, invece che accettarlo, si lascia limitare dalla propria moralità. Esplode distruggendo tutto, ma Angel torna indietro nel tempo; è stata l'esplosione che gli ha consentito di fare un salto temporale, nel momento in cui Illyria si apprestava a uccidere tutti nella sala addestramento, ma questa volta Angel non si lascia cogliere impreparato, impedendo non solo la sua morte, ma anche quella di Spike, Wesley e Lorne. Illyria affronta Spike venendo sconfitta perché non riesce più a controllare il proprio potere, però Wesley è disposto a salvarla. Aveva mentito ad Angel: il Generatore Mutari non aveva il potere di ucciderla, ma solo di assorbire la sua energia in eccesso, in modo che il corpo umano che la ospita possa contenerla senza problemi. Le spara contro un raggio tramite il Generatore Mutari salvandola.
Angel fa comprendere a Illyria che la sua illusione di poter tornare a essere un dominatore stava per ucciderla. Wesley giura ad Angel che non prova sentimenti per Illyria, ma aiutarla dà un senso alla sua vita e, in ogni caso, per merito del Generatore Mutari adesso Illyria ha perso la capacità di manipolare il tempo e di creare portali dimensionali, oltre al fatto che è più debole di prima. Angel ha riconsiderato la propria opinione, non sarebbe insensato far entrare Illyria nel gruppo. La Feroce Confraternita si arrabbia perché, nonostante la Wolfram & Hart avrebbe dovuto aiutarli con il contratto di adozione, Gunn impedisce ad Amanda di firmarlo; non vuole il loro denaro ed è pronto a proteggere lei e il bambino dalla Feroce Confraternita. Inaspettatamente, Angel interviene e decide di far firmare ad Amanda il contratto, ritenendo che la cosa giusta sia tutelare gli interessi dei loro clienti.

## La ragazza in questione
- Titolo originale: The Girl in Question
- Diretto da: David Greenwalt
- Scritto da: Steven S. DeKnight e Drew Goddard

### Trama
Angel e Gunn affidano a Spike una missione: deve recarsi a Roma a prelevare la testa del capo del clan demoniaco dei Goran, ucciso mentre era in Italia. Potrà tornare in vita tramite un rituale. Il capo clan non rappresentava un pericolo per la comunità umana, ma, se non dovesse ritornare in vita, a Los Angeles si verificherebbe un vuoto di potere che farebbe scoppiare una guerra tra le gang demoniache. Spike ha solo 26 ore di tempo per recarsi a Roma, recuperare la testa e tornare a Los Angeles, ma Angel decide di accompagnarlo perché scopre che anche l'Immortale è a Roma, dove vive Buffy. Ciò che entrambi temono è che l'Immortale possa metterla in pericolo. Ai tempi in cui Angel e Spike erano due vampiri crudeli, l'Immortale era un loro rivale e riusciva puntualmente a umiliarli.
Mentre Spike e Angel vanno a Roma con il jet privato, alla Wolfram & Hart arrivano Roger e Trish, i genitori di Fred. Desiderano vedere la loro figlia, e Wesley si trova in seria difficoltà perché deve rivelare alla coppia che Fred è morta. Tuttavia, possedendo il potere di trasformarsi in Fred, Illyria si spaccia per lei e trascorre con i genitori della ragazza una piacevole giornata. Wesley è a disagio, ma accetta di tenere in piedi questa farsa per evitare di arrecare dolore a Roger e Trish. Illyria ha deciso di spacciarsi per Fred soltanto perché odia percepire il dolore emotivo di Wesley. Se a quello si fosse aggiunto anche il dolore dei genitori di Fred, per il demone sarebbe stato straziante.
Il viaggio a Roma di Angel e Spike è anche un pretesto per vedere Buffy, di cui i due vampiri sono ancora innamorati. Intanto, un demone gli consegna la testa del capo clan. I due vanno a casa di Dawn e Buffy, ma non le trovano; c'è solo Andrew, al quale le due ragazze hanno dato ospitalità. Proprio lui, con grande delusione di entrambi, svela che Buffy e l'Immortale sono diventati una coppia. Per Angel e Spike è inammissibile e vanno da Buffy in un night club, ma, proprio quando stanno per parlare con lei, il demone che gli ha consegnato la testa finisce col rubargliela. Dato che la Wolfram & Hart ha una filiale anche a Roma, vi si recano e conoscono Ilona Costa Bianchi, la direttrice dello studio, la quale organizza un riscatto; il demone è disposto a riconsegnare la testa del capo clan, in cambio di denaro in contanti.
Angel e Spike consegnano al demone il denaro, ma egli, invece, consegna ai due una bomba che esplode. Ilona impone ad Angel e Spike di tornare a Los Angeles, dal momento che hanno solo causato problemi. Sarà lei a recuperare la testa del capo clan. I due vampiri, prima di andarsene, vanno nuovamente a casa di Buffy, ma lei non è ancora tornata; c'è solo Andrew, il quale confessa ai due che anche la relazione tra Buffy è l'Immortale non è perfetta, affrontano dei problemi ma si amano. Buffy sta cambiando ed è andata avanti con la sua vita, pur avendo amato sia Angel che Spike, ma anche loro devono cambiare; solo così le loro strade potranno incrociare nuovamente quella di Buffy. Quando tornano a Los Angeles, scoprono che l'Immortale è venuto in loro aiuto; è stato lui a recuperare la testa del capo clan, spedendola alla Wolfram & Hart.
Dopo che Roger e Trish lasciano Los Angeles, Illyria con le sembianze di Fred si offre di fare l'amore con Wesley. Vuole comprendere l'intensità del sentimento che lui nutriva per Fred, ma Wesley, disgustato, si rifiuta di farlo. Illyria può spacciarsi per Fred, ma non è lei. Mette in chiaro che Illyria non deve mai più azzardarsi a proporre una cosa simile. Illyria si limita a dirgli: "come vuoi tu".

## Giochi di potere
- Titolo originale: Power Play
- Diretto da: James A. Contner
- Scritto da: David Fury

### Trama
Drogyn, il cui volto è coperto da un sacco, viene bastonato brutalmente da un gruppo di uomini incappucciati, arriva poi Angel ma non è lì per salvarlo, infatti dopo avergli tolto di dosso il sacco che gli copriva il volto, lo morde al collo.
19 ore prima: Nina, dopo aver fatto l'amore con Angel, nota che lui è sovrappensiero, il vampiro che confessa che è sul punto di portare a termine qualcosa a cui da tempo mirava, ma per conquistare il proprio obiettivo sarà costretto a commettere delle azioni controverse. Nina comunque ha fiducia in lui, non ha dubbi che Angel è un eroe e che agirà sempre per il giusto. La Wolfram & Hart deve tutelare la campagna elettorale della senatrice Helen Brucker, lei in realtà è un demone che ha assunto delle sembianze umane per conquistare potere a Washington. Benché Gunn ci tenga a portare avanti una campagna elettorale pulita, Angel invece decide di accontentare Brucker diffamando il candidato avversario che ambisce al senato.
Wesley informa Angel che un demone Boretz sta uccidendo delle persone, è stato avvistato in un luna park abbandonato, tuttavia Angel è indifferente, quindi Spike e Illyria vanno loro due personalmente a stanare il demone. Al luna park incontrano Drogyn il quale è venuto a Los Angeles perché Angel aveva mandato un demone Sathari a ucciderlo, Drogyn è riuscito a difendersi e il Sathari dopo ore di torture gli aveva rivelato che Angel sospettava che Drogyn lo reputasse coinvolto con la resurrezione di Illyria e dunque con la morte di Fred. Drogyn è piuttosto sorpreso di vedere Spike in compagnia di Illyria, arriva poi il Boretz, tuttavia Illyria lo uccide facilmente. Wesley consulta un libro schermo e in una delle sue pagine si proietta uno strano simbolo, un cerchio nero con otto spine.
Angel gioca a squash con il demone Izzerial il quale è un membro di una setta molto esclusiva, Angel gli chiede di convincere gli altri membri ad accettarlo, infatti Angel ci tiene a entrarne a far parte. Gli amici di Angel non riescono a capire cosa gli sia successo, è diventato distaccato e cinico, Lorne è della convinzione che ormai si sia lasciato corrompere dal potere che la Wolfram & Hart gli ha concesso, una sensazione che non ha mai sperimentato nemmeno quando era Angelus. Mentre Illyria sorveglia Drogyn fa la sua comparsa Hamilton, lui e Drogyn sono vecchie conoscenze, Hamilton sconfigge Illyria in breve tempo e rapisce Drogyn. Intanto Angel compra dei biglietti per Nina e la sua famiglia, vuole che lascino Los Angeles, tra poco un pericolo incombente si abbatterà su tutti e vuole che Nina sia al sicuro; quest'ultima ammette che Angel è l'uomo migliore che abbia mai incontrato, ma non si fa illusioni, ha capito che la loro relazione è finita.
Wesley mostra a Lindsey il simbolo apparso sul libro schermo, lui ammette che simboleggia il Circolo della Spine Nera, è una setta molto segreta composta da una ristretta cerchia dei servi devoti ai Soci Anziani, quelli più influenti, pare che Angel desideri farne parte. Lindsey spiega che il potere dei Soci Anziani sulla Terra è limitato, infatti l'Apocalisse che desiderano realizzare è segretamente portata avanti dai membri del Circolo della Spina Nera, adesso Wesley ha capito che Lindsey era tornato a Los Angeles perché desiderava entrare lui stesso nella setta se fosse riuscito a uccidere Angel.
Tornando alla scena iniziale dell'episodio, Angel morde Drogyn dopo che quest'ultimo viene bastonato, infine Angel lo uccide spezzandogli l'osso del collo. Era la prova di iniziazione per entrare a far parte del Circolo della Spina Nera di cui Angel ora è membro a pieno titolo, tra loro Angel vede che ci sono alcune sue vecchie conoscenze tra cui Cyvus Vail, Izzerial, Brucker e Sebassis, inoltre ci sono anche il Clan Sahrvin e la Feroce Confraternita, tutti soddisfatti adesso che Angel si è unito apparentemente alla loro causa.
Angel torna nel suo ufficio dove Spike, Lorne, Wesley e Gunn gli tendono un'imboscata accusandolo di averli traditi, ma Angel li sottomette facilmente, tuttavia usando la pietra dell'illusione del sarcofago di Illyria genera una percezione distorta della realtà, all'esterno dell'ufficio tutti guardandoli crederanno che Angel stia litigando con gli amici, l'illusione durerà solo sei minuti dunque il vampiro spiega ai suoi compagni che faceva tutto parte di un piano. Quando Cordelia lo baciò gli aveva trasmesso alcune delle sue visioni, così Angel scoprì dell'esistenza della setta, aveva mandato lui a Wesley quel messaggio sul libro schermo. Ammette che il Sathari lo aveva assoldato lui affinché uccidesse Drogyn ma solo perché sapeva che quest'ultimo lo avrebbe sconfitto, voleva che Drogyn credesse che Angel era realmente coinvolto nella morte di Fred così da rendere più credibile il suo tradimento verso gli amici in modo da conquistare la fiducia del Circolo della Spina Nera e entrarvi a fa parte.
Ormai Angel ha capito che i Soci Anziani esisteranno per sempre, eliminarli è impossibile, ma adesso che Angel è entrato a far parte del Circolo della Spina Nera ha scoperto chi sono i membri, ora può ucciderli tutti e dunque questo arrecherà un danno considerevole ai Soci Anziani. Angel non può uccidere da solo ogni membro, ha bisogno del loro aiuto ma li mette in guardia, anche se dovessero vincere i Soci Anziani li puniranno scatenando la loro ira, l'unica consolazione che ne ricaveranno sarà la breve soddisfazione di aver intralciato i piani dei Soci Anziani. Anche dopo aver compreso la pericolosità del piano di Angel, tutti i suoi amici scelgono di non tirarsi indietro, pronti ad aiutarlo in questa battaglia. Hamilton guarda Angel litigare con i suoi compagni per merito dell'illusione generata dalla pietra, ma dallo sguardo sospettoso con cui li sta fissando, è implicito che abbia capito che è tutta una messa in scena.

## Non svaniremo
- Titolo originale: Not Fade Away
- Diretto da: Jeffrey Bell
- Scritto da: Jeffrey Bell e Joss Whedon

### Trama
Angel spiega ai suoi amici che per eliminare il Circolo della Spina Nera è indispensabile ucciderne i membri in un colpo solo, tuttavia bisognerà attaccarli separatamente, perché il Circolo della Spina Nera è la forza più potente sulla Terra, insieme sono inarrestabili dunque bisogna ucciderli individualmente. Gunn propone di far entrare Illyria nel loro gruppo, con l'aiuto del demone avrebbero maggiori probabilità di vincere. Wesley presta soccorso a Illyria la quale aveva subito un brutale pestaggio da parte di Hamilton, purtroppo Angel confessa agli amici che è stato costretto a uccidere Drogyn, sacrificarlo era solo modo per entrare a far parte del Circolo della Spina Nera, invita tutti loro a trascorrere una giornata serena prima della battaglia perché per ognuno di loro potrebbe essere l'ultima.
Angel va a una riunione del Circolo della Spina Nera dove Izzerial gli mostra la pergamena di Aberjian che narra la Profezia Shanshu secondo cui Angel tornerà umano, loro vogliono che rinunci a questo destino ritenendo che ciò sarà la prova che lui è un membro devoto del Circolo della Spina Nera e che non intende tradirli. Angel accetta pur di ingannarli, Izzerial con una penna ferisce la mano sinistra di Angel, dovrà usare la penna la cui punta è sporta del sangue di Angel per scrivere il proprio nome sulla pergamena di Aberjian così invaliderà la profezia, quindi Angel appone la propria firma. Anche se cerca di nasconderlo, rinunciare alla prospettiva di tornare umano è stato molto difficile per lui. Angel chiede ad Harmony di tenere Hamilton occupato, temendo una sua intromissione nel piano. Angel convince Lindsey a combattere al suo fianco, perché se dovessero eliminare il Circolo della Spina Nera servirà qualcuno che diriga la Wolfram & Hart, e potrebbe essere Lindsey a occupare questa posizione.
Mentre Connor è in una caffetteria, viene raggiunto da Angel al quale confessa di aver recuperato tutti i suoi ricordi, i quali si sovrappongono a quelli falsi, sa che Angel è suo padre, non è arrabbiato con lui perché adesso ha capito che tutto ciò che ha fatto era solo per il bene di suo figlio. Hamilton seduce Harmony e mentre sono a letto insieme quest'ultima gli rivela del piano di Angel per distruggere il Circolo della Spina Nera.
Il momento della battaglia è giunto, Angel affida a ognuno un determinato compito, infatti Gunn, Illyria e Wesley dovranno uccidere rispettivamente Brucker, Izzerial e Cyvus, invece Spike dovrà restituire ad Amanda il suo bambino e sterminare la Feroce Confraternita, Lorne non è un combattente quindi dovrà solo limitarsi ad assistere Lindsey il quale dovrà uccidere i membri del Clan Sahrvin. Angel si assume la responsabilità di eliminare Sebassis. Gunn e Wesley prima di separarsi si stringono la mano da buoni amici, infine Wesley e Angel si scambiano uno sguardo senza che nessuno dei due rivolga la parola all'altro, come se fosse un tacito addio.
Illyria tende un'imboscata a Izzerial e lo uccide, mentre Gunn va nell'ufficio elettorale di Brucker, i vampiri che lavorano per lei tentano di fermarlo ma Gunn riesce a ucciderla conficcandole un'ascia in testa, invece Spike uccide i membri della Feroce Confraternita portando il figlio di Amanda in salvo. Lindsey, accompagnato da Lorne, tende un agguato ai membri del Clan Sahrvin riuscendo a ucciderli, proprio quando credeva di aver vinto Lorne con aria malinconica tira fuori una pistola dal proprio cappotto e gli spara, Angel lo aveva incaricato di uccidere Lindsey il quale era incapace di redimersi.
Wesley si presenta nella villa di Cyvus, tenta persino di usare la magia per affrontarlo ma è inutile, lo stregone è troppo forte per lui, infine Cyvus lo accoltella allo stomaco. Interviene Illyria la quale, vedendo Wesley morente, si rivela dispiaciuta per lui, infatti il demone sta iniziando a provare sentimenti umani. Wesley le chiede di trasformarsi in Fred, lei acconsente, fingendo di essere lei assumendone le sembianze anche solo per dare a Wesley l'illusione di poter dire addio alla donna che amava, infine Wesley muore serenamente. Quando Cyvus sminuisce la morte di Wesley affermando che il suo tentativo di affrontarlo è stato inutile, Illyria uccide Cyvus con un pugno polverizzandogli la testa.
Angel, nel proprio ufficio, riceve la visita di Hamilton il quale vuole impedirgli di far del male a Sebassis, ma in realtà quest'ultimo è già morto, infatti durante la riunione del Circolo della Spina Nera il vampiro con un anello aveva avvelenato il sangue dello schiavo di Sebassis del quale egli si nutre, infatti Sebassis avendo bevuto il sangue avvelenato del suo schiavo è deceduto. Angel già sapeva che Harmony lo avrebbe tradito, lui desiderava affrontare Hamilton, i due si battono ma quest'ultimo è troppo forte, infatti riesce a sottometterlo. Hamilton accusa Angel di non valere niente perché, in definitiva, quando era un umano era soltanto una persona insignificante, è stato solo un caso che lui sia diventato un vampiro e che, successivamente, gli fosse stata restituita l'anima, e anche se poi è diventato un campione non è riuscito a salvare Doyle, né tanto meno Cordelia e Fred.
Hamilton si prepara a uccidere Angel, ma in suo aiuto arriva Connor che colpisce Hamilton con un pugno, aveva intuito che suo padre era in pericolo. Angel e Connor affrontano Hamilton insieme ma lui riesce a batterli, Hamilton confessa a Angel di essere una creatura generata dai tre Soci Anziani, la sua forza è nel proprio sangue perché in esso scorre il potere dei suoi creatori. Dopo tale rivelazione Angel si scaglia su Hamilton e lo morde al collo nutrendosi del suo sangue, permettendo a Angel di recuperare le forze mentre il suo avversario si indebolisce avendolo privato della forza dei Soci Anziani, infine Angel gli spezza l'osso del collo colpendolo con un pugno in pieno volto. Ora che Hamilton e i membri del Circolo della Spina Nera sono morti, i Soci Anziani (come Angel aveva previsto) danno sfogo alla loro collera, si scatena un terremoto e Angel chiede a Connor di fuggire.
Angel, Gunn e Spike raggiungono il vicolo dietro all'Hyperion Hotel tutti e tre visibilmente affranti dopo aver saputo da Illyria (giunta subito dopo) che Wesley è morto. Lorne ormai ha abbandonato la sua squadra, infatti aveva già detto a Angel che non si sarebbe riunito a loro, purtroppo Gunn sta perdendo molto sangue per colpa dei vampiri che prima aveva affrontato. Arriva un gruppo di demoni mandato dai Soci Anziani, tuttavia Angel e i suoi compagni non hanno paura, pronti a combattere senza esitazione con Angel che pronuncia le parole «Mettiamoci al lavoro».
- Guest star: Vincent Kartheiser (Connor).
- Altri interpreti: Adam Baldwin (Marcus Hamilton), Christian Kane (Lindsey McDonald).
- Nota: questo è l'ultimo episodio della serie, infatti il seguito della battaglia prosegue nella serie a fumetti Angel: Dopo la caduta.